# Deutschordensmünster St. Peter und Paul (Heilbronn)

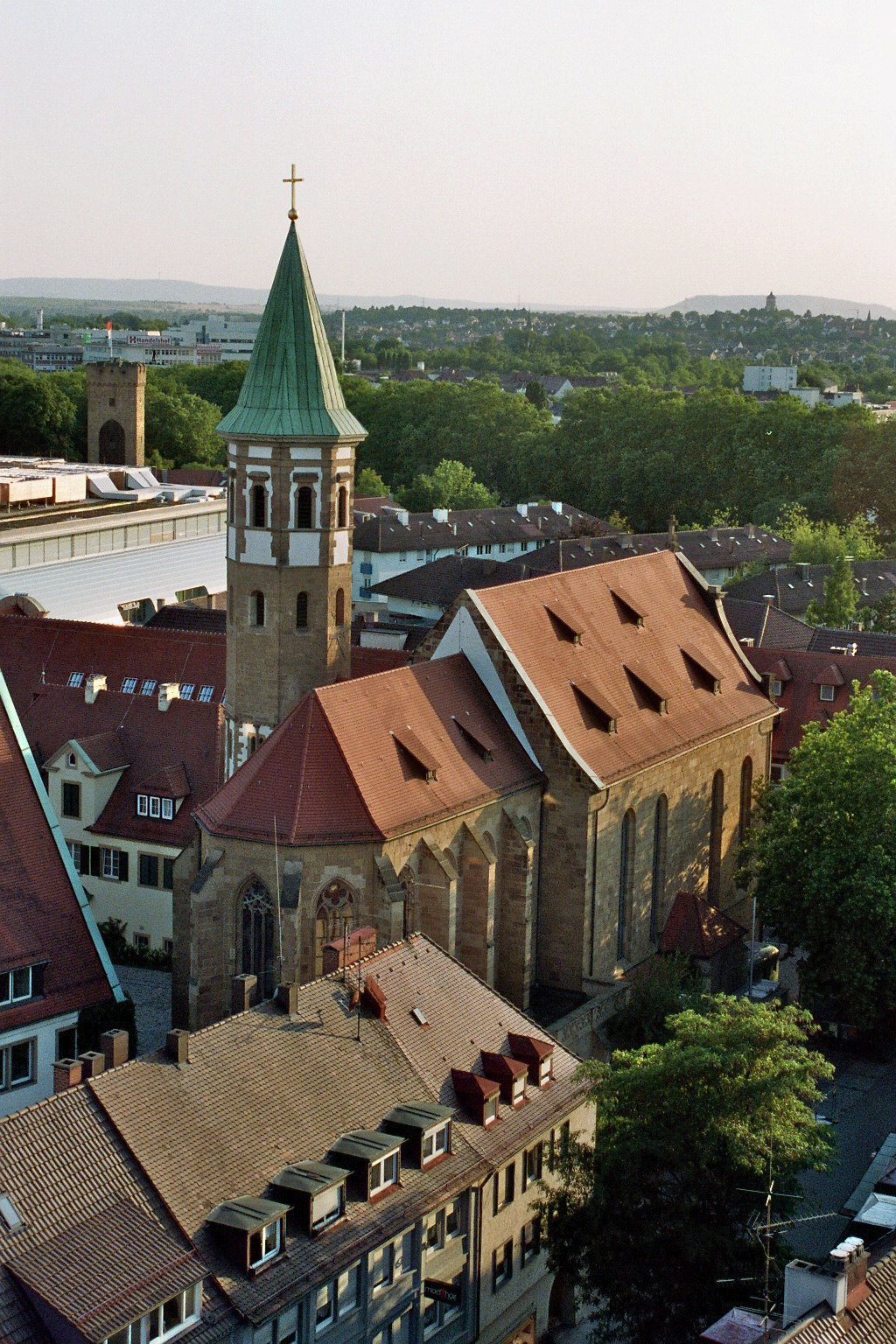
Das Deutschordensmünster

Das Deutschordensmünster im Deutschhof in Heilbronn ist eine katholische Kirche, die vom Deutschen Orden erbaut wurde, deren Ursprünge im 13. Jahrhundert liegen und die auf einen älteren Vorgängerbau zurückgeht.

## Baugeschichte
Die Kommende Heilbronn des Deutschen Ordens wurde allem Anschein nach in den 1220er Jahren gegründet. Die Konventsgebäude des Deutschhofs wurden in der Folgezeit errichtet, wobei die zur Kommende gehörende Kirche im 13. Jahrhundert zunächst als Marienkapelle bezeichnet wurde.
In den Jahren 1994/95 wurde bei Renovierungsarbeiten in der Südwand der Chorturmkapelle Mauerwerk und unter der Seitenkapelle Fundamentreste aus Kalkstein gefunden, die noch älter als die heutige Bausubstanz sind. Die Funde blieben jedoch undatiert, und ihr Ursprung bleibt offen.

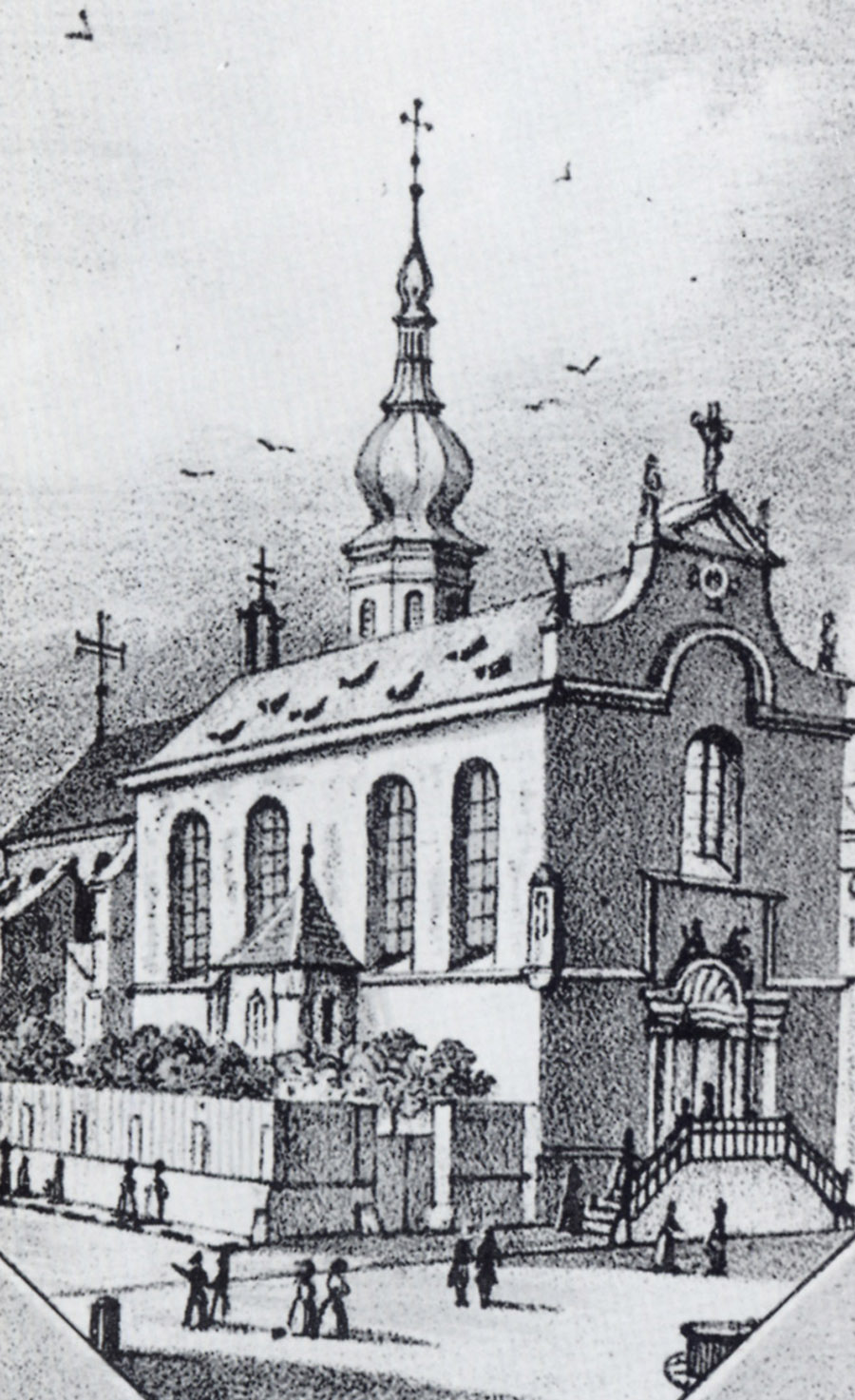
Deutschordensmünster (Stand 1850)
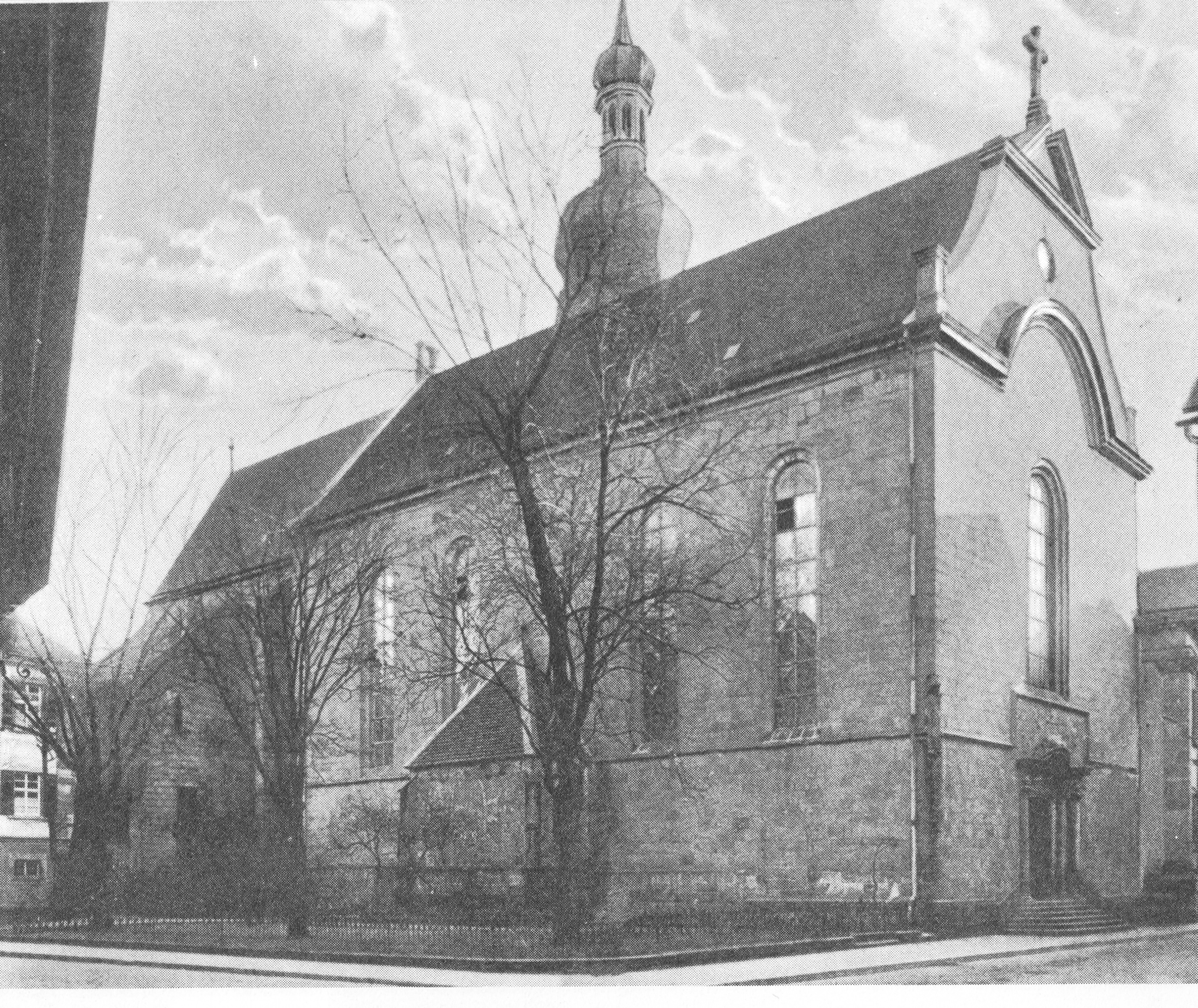
Deutschordensmünster (Stand 1900)
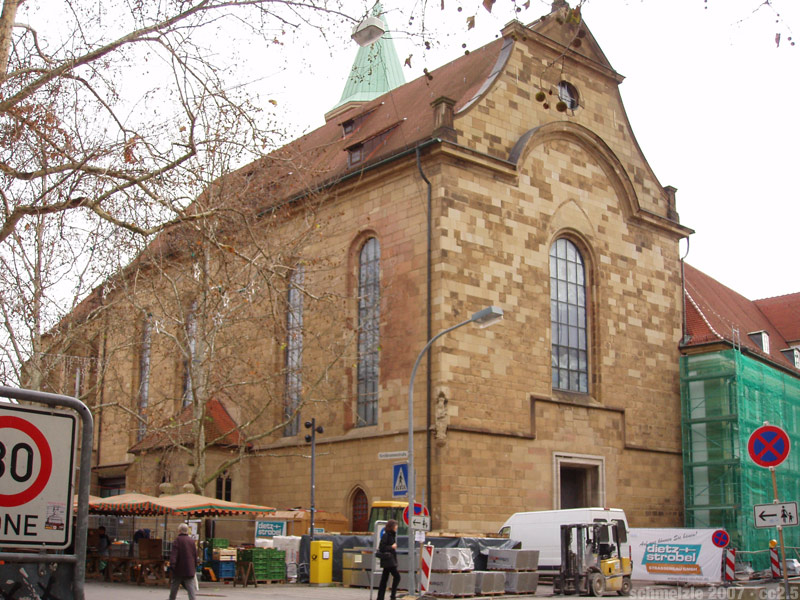
Deutschordensmünster (Stand 2000)

### Die romanische Kirche „St. Marien“ um 1225

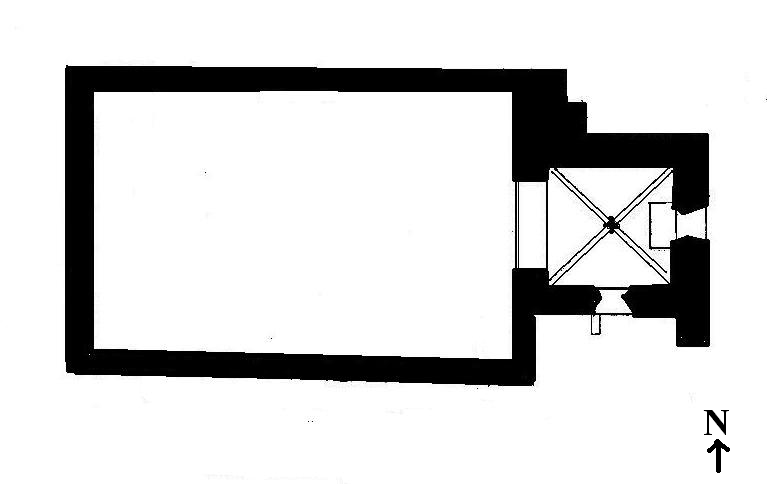
Grundriss der romanischen Kirche

Die erste Ordenskirche wurde wohl 1225–1235 aus Sandstein gebaut und der Heiligen Maria geweiht. Der eindrucksvolle spätromanische Turmchor im Untergeschoss des Chorturms dieser Anlage, der mit der ungefähr gleichzeitig erbauten Weinsberger Stadtkirche größte stilistische Ähnlichkeit aufweist, dürfte dabei entstanden sein. Im Turmchor befindet sich ein romanischer Sarkophagaltar aus der Mitte des 13. Jahrhunderts. Das Rippengewölbe in diesem Turmchor enthält einen maurischen Schlussstein und stammt aus derselben Epoche.

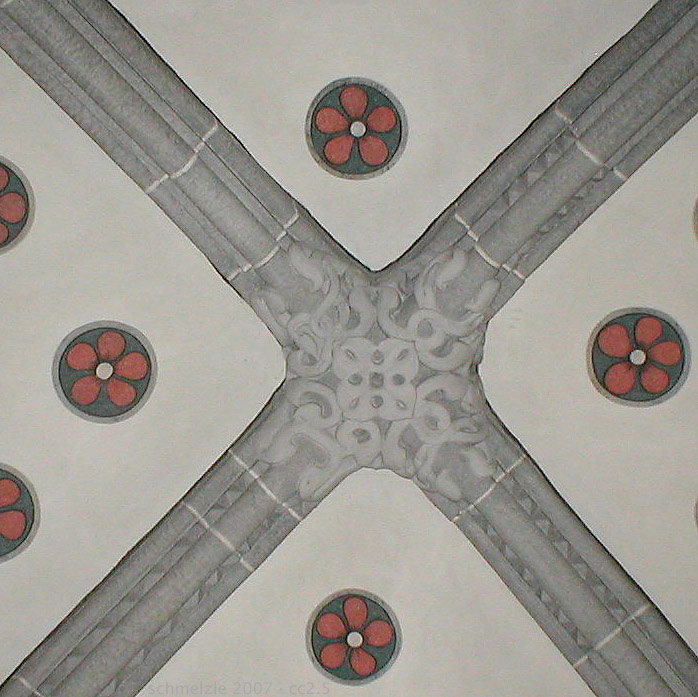
1225: Maurischer Schlussstein im Turmchor (13. Jahrhundert)
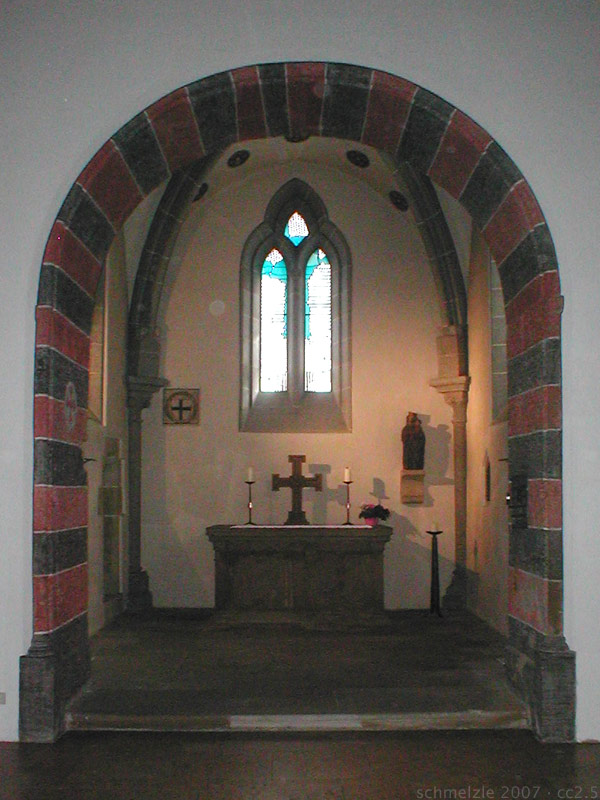
1225: Romanische Turmchorkapelle
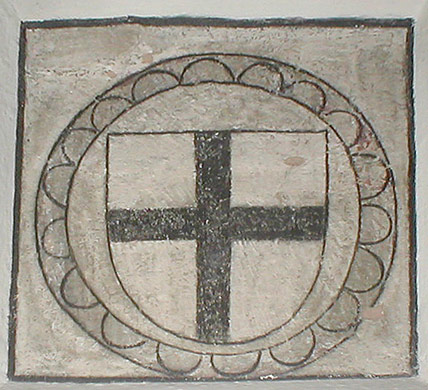
1225: Deutschordens-Kreuz im Turmchor

### Der gotische Neubau der „Marienkapelle“ von 1340 bis 1360

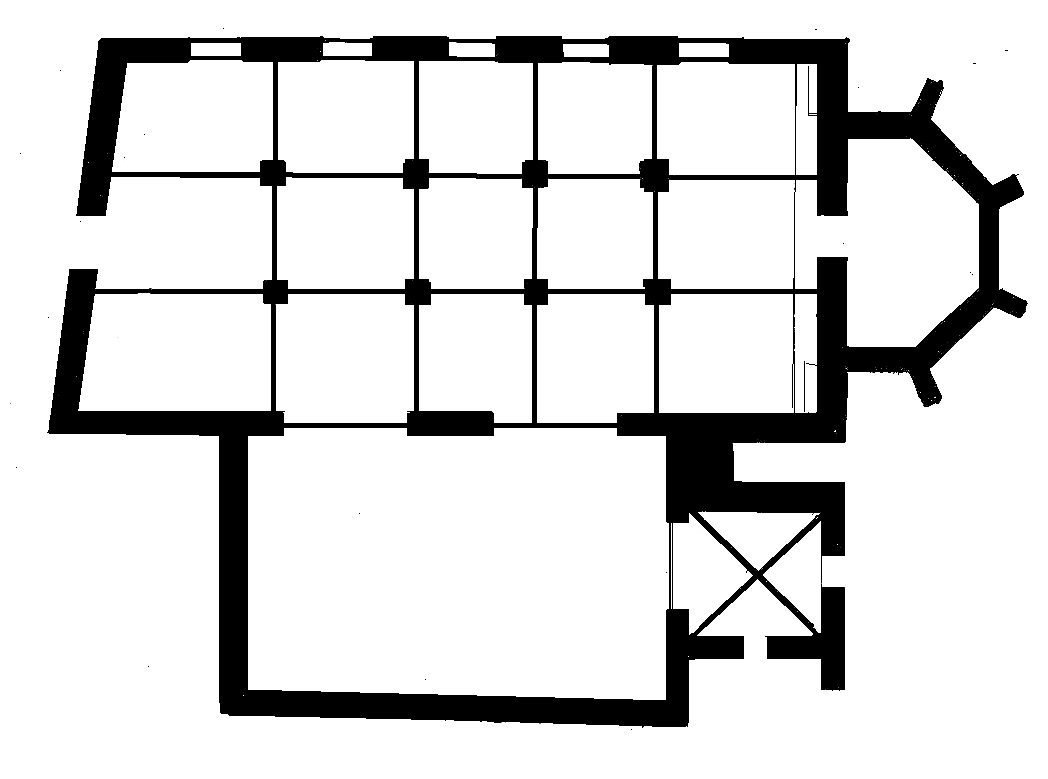
Grundriss der frühgotischen Frauenkirche

Die im Volksmund genannte „Marienkapelle“ wurde zu einer Wallfahrtskirche. Dadurch wurde 1340 eine Erweiterung nötig. Der jetzt bestehende Bau stellt diese Erweiterung dar, die man im Norden unmittelbar neben die ältere Anlage gesetzt hatte. Allerdings war diese in der Zeit der Gotik eine dreischiffige Pfeilerhalle zu drei Jochen. Die Pfeiler hatten einen Querschnitt von 92 cm. Sie trugen ein Gewölbe mit einer Scheitelhöhe von 10 Metern. Die Pfeiler standen auf zwei Reihen von jeweils vier Einzelfundamenten in der Größe von jeweils 1,60 m × 1,60 m, in einer Tiefe von 1,80 m. Die acht Pfeilerfundamente sind alle aus behauenen Sandsteinen hergestellt, mit Kalkmörtel vermauert. Die beiden Fundamentreihen sind derart angeordnet, dass sie das Kirchenschiff in Längsrichtung in drei fast gleich große Felder unterteilen. Als das Schleichtor freigelegt wurde, wurden Teile der gotischen Pfeiler entdeckt, die bei der Barockisierung 1720 entfernt worden waren. Der Turmchor der romanischen Kapelle blieb zwar als Kirchturm der neuen Anlage erhalten, doch wurde das vorromanische Schiff zu der romanischen Turmchorkapelle aufgehoben, wobei es in den anschließenden Sakralbau aufging.
An die Pfeilerhalle schloss sich ein schlichter, von Strebepfeilern außen gegliederter Chor an, dessen Apsis aus fünf Seiten eines Oktogons konstruiert war.

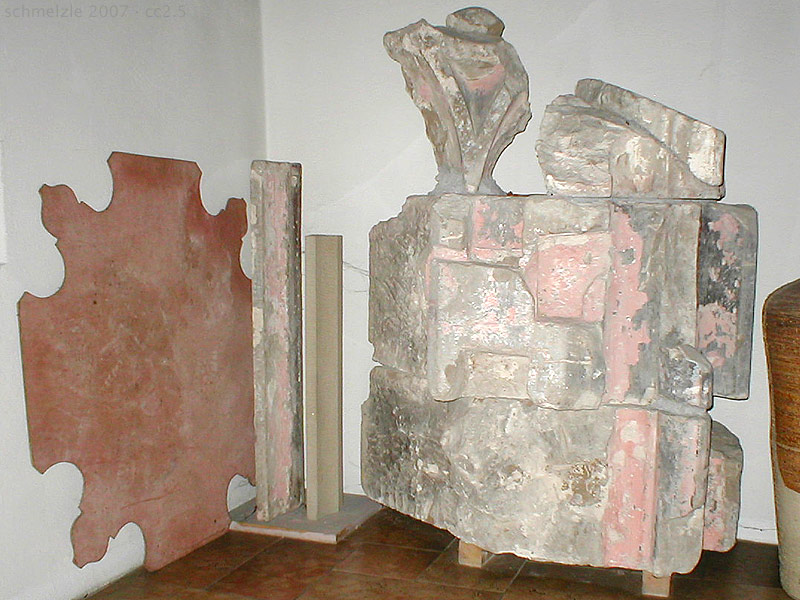
Rekonstruierter Querschnitt des gotischen Pfeilers auf Karton (links). Reste eines originalen gotischen Pfeilers (rechts), Reste des Kreuzrippengewölbes des spätgotischen Chors.

### Die 2. Erweiterung 1490 bis 1510 und „Kirche zu unser Lieben Frau“ o. „Frauenkirche“

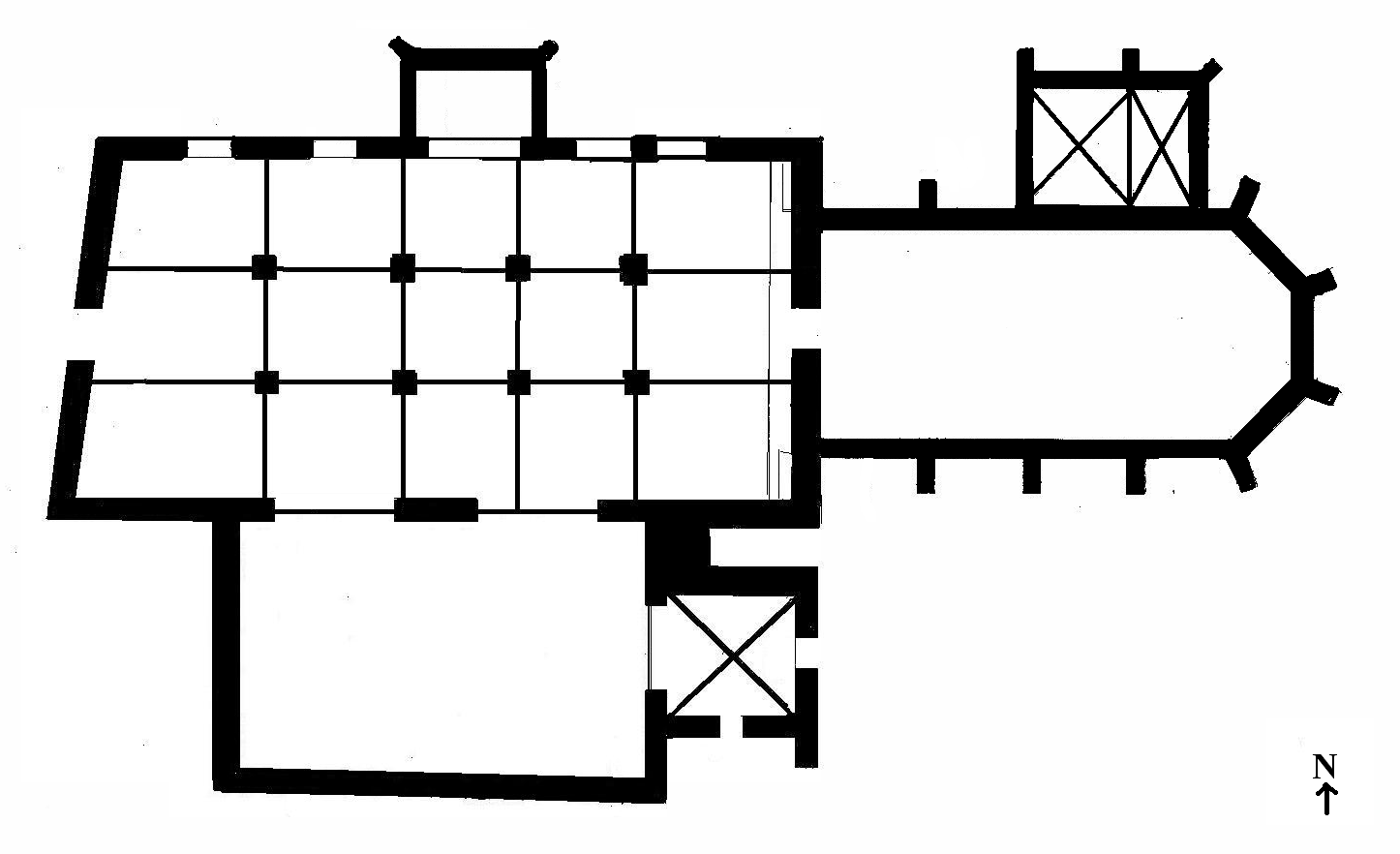
Deutschordensmünster mit spätgotischen Chor (Erweiterung 1490–1510)

Von 1490 bis 1510 wurden die Kirche unter den Baumeistern Hans von Karstädt, von Welden und von Liebenstein unter dem Altkomtur Sachenheimer, weiter ausgebaut, acht große gotische Fenster eingesetzt und das Schiff um ein Drittel erhöht. Der Chor wurde um drei Joche im Stil der Spätgotik erweitert und erhielt eine Apsis mit 5/8-Schluss. Das Innere des Chors von einem Kreuzrippengewölbe überspannt. Reste des Gewölbes wurden bei der Sanierung 1994 gefunden.
Kirchweihtag war der 25. April 1510 am St.-Marx-Tag. Mit der zweiten Erweiterung erfolgte die Namensänderung. Seitdem hieß der Sakralbau „Kirche zu unser Lieben Frau“, später einfach die Frauenkirche.

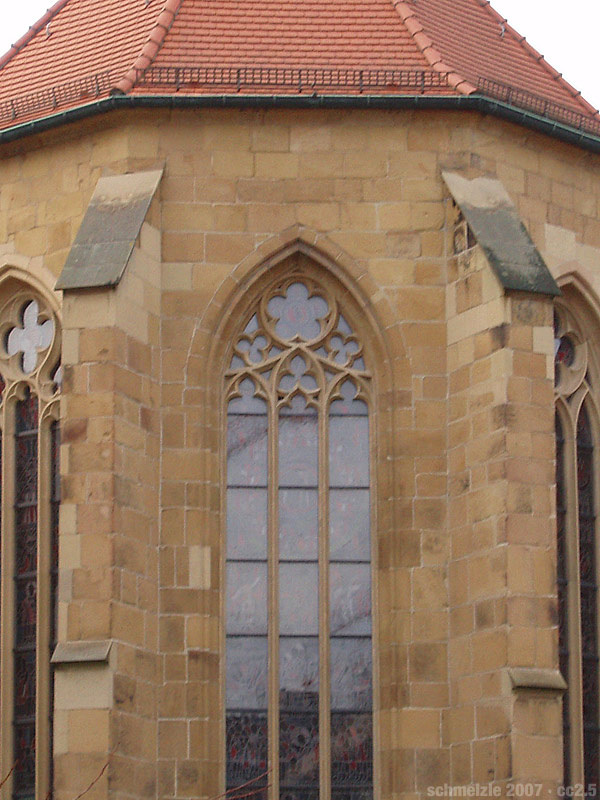
Mittleres Fenster des Chors mit original gotischem Maßwerk
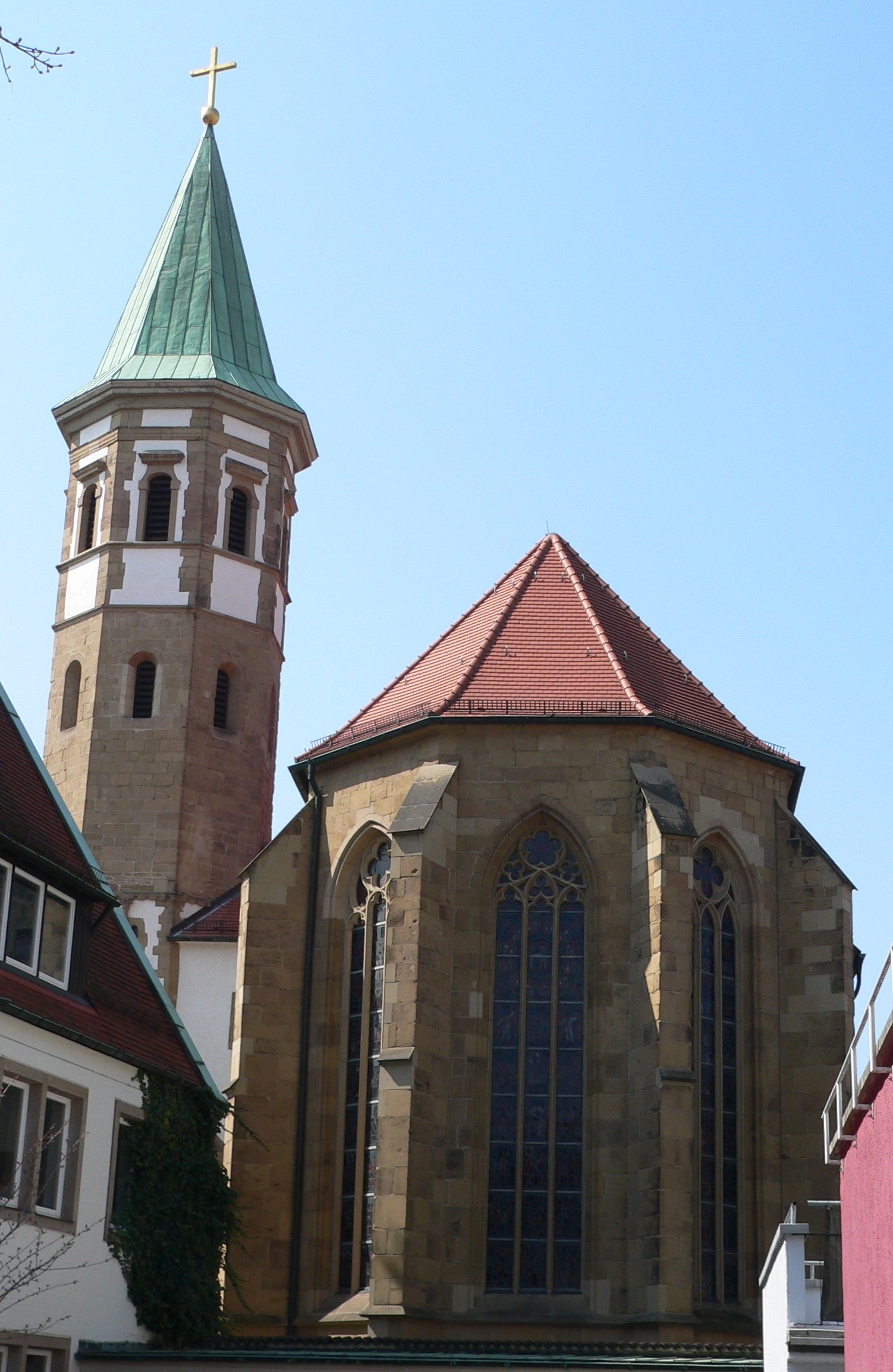
Spätgotischer Chor von Osten (Eichgasse)
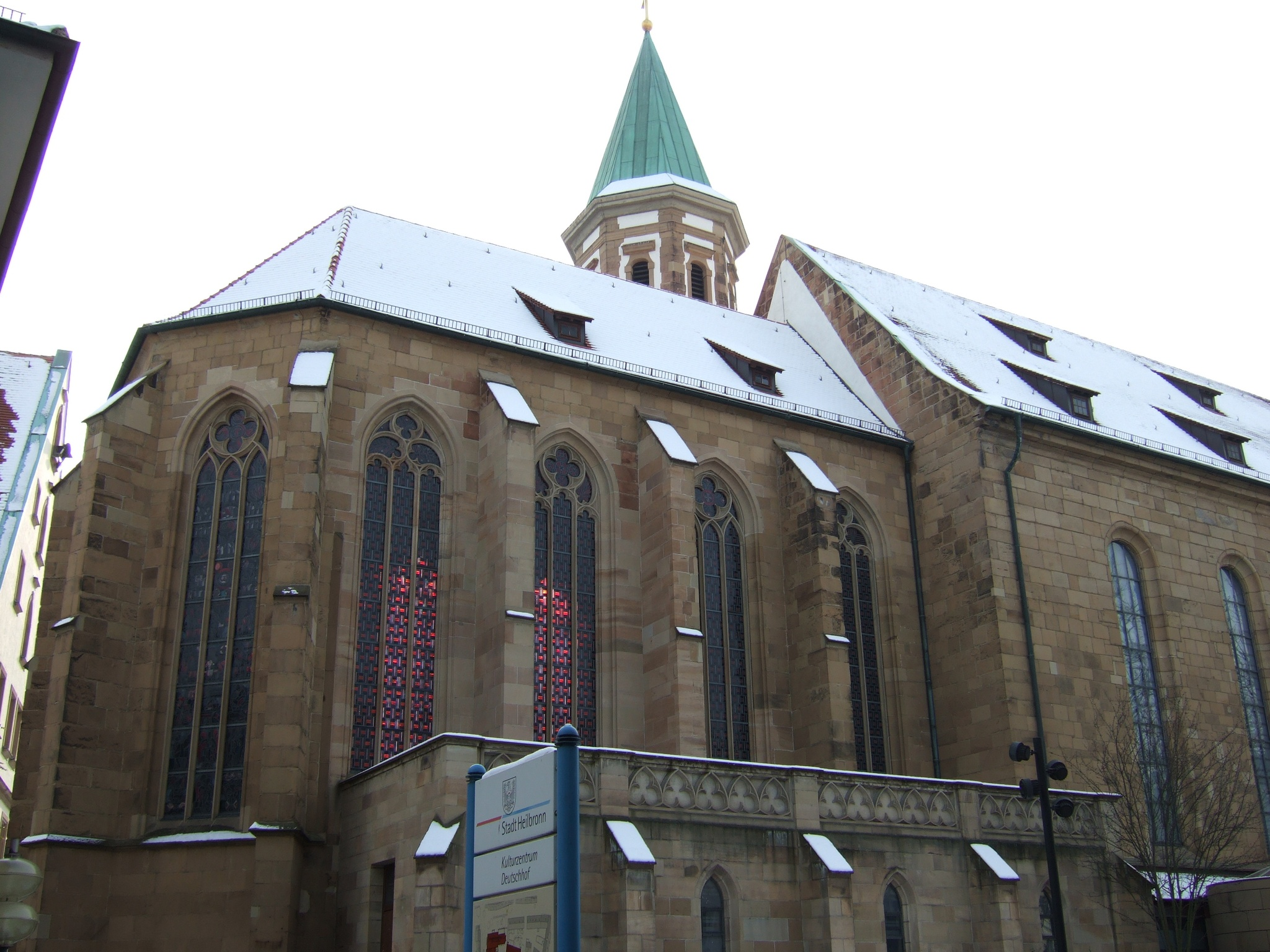
Spätgotischer Chor von Norden (Kirchbrunnengasse)

### Die „Speydelsche Kapelle“

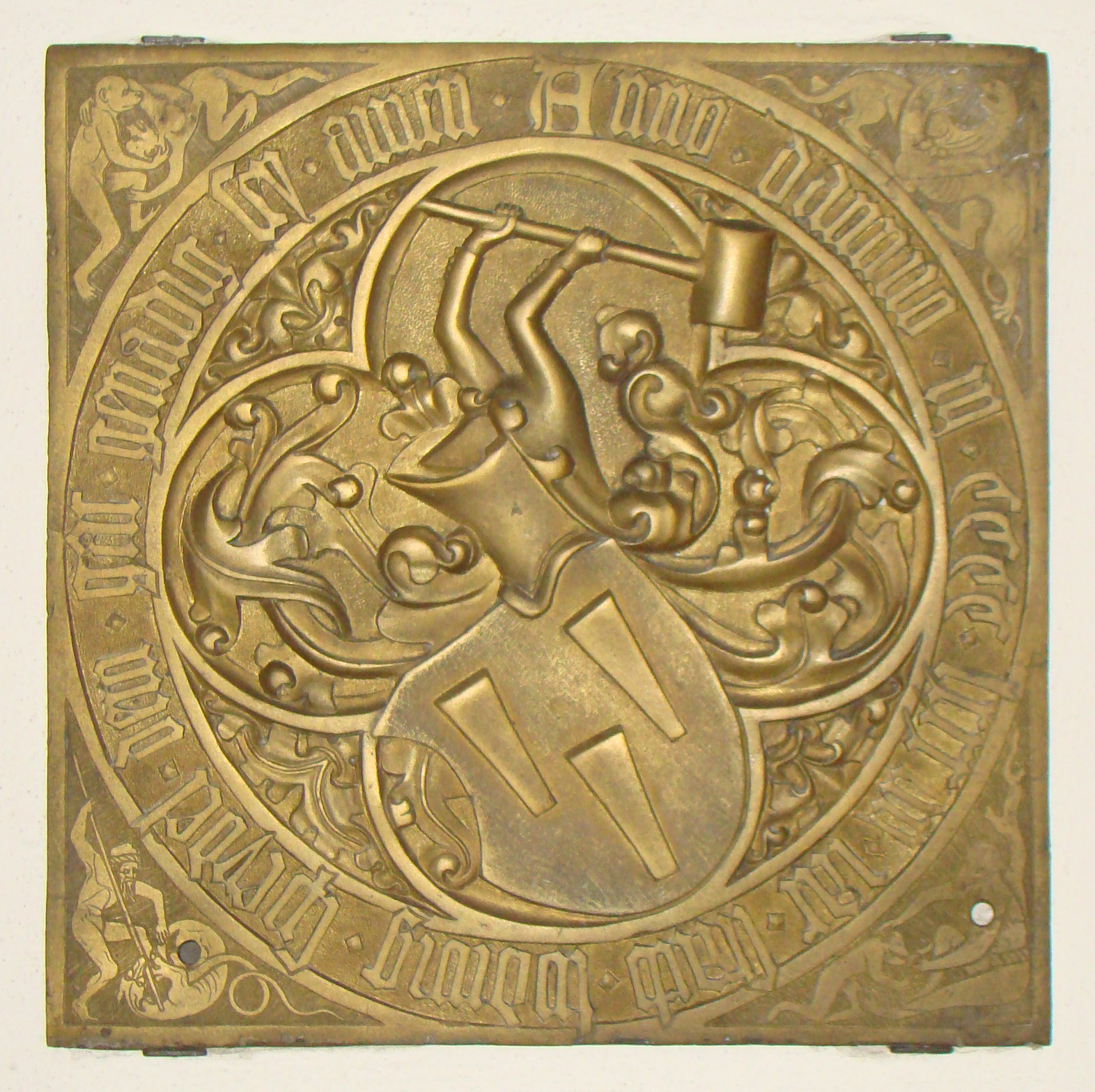
Bronzenes Epitaph zum Andenken an Ludwig Speydel

In der zweiten Hälfte des 15. Jahrhunderts wurde an der Nordseite des spätgotischen Chors die Speydelsche Kapelle mit Kreuzrippengewölbe und Wendeltreppe erbaut. Erbaut wurde sie nach einer testamentarisch vermachten Stiftung von Ludwig Speydel, der 1484 verstarb. 1968 wurde die intakte spätgotische Kapelle zugunsten einer neuen, modernen eingeschossigen Sakristei abgebrochen. Die Gewölberippen, Spolien und ein Schlussstein mit mittelalterlichem Gesicht wurden wiederverwendet. Ein Schlussstein der Kapelle zeigt das Wappenschild (3 Keile oder Speitel) des 1484 verstorbenen Stifters Ludwig Speyel und befindet sich heute im Lapidarium.

### Das „Schleichtor“ 1530
1530 bekennen sich Rat und Bürgerschaft zur Augsburger Konfession. Somit werden die Stadt Heilbronn und die Pfarrkirche Heilbronns protestantisch. Die Liebfrauenkirche des Deutschhofes gilt nach der Reformation in Heilbronn als Zufluchtsort und Mutterkirche der Heilbronner Katholiken. Da der Rat der Stadt das Hauptportal der Liebfrauenkirche des Deutschhofes mit Ketten verriegeln ließ, schlichen die Heilbronner Katholiken über ein Seitenportal aus dem Deutschordensfriedhof in die Kirche hinein. Dieses Seitenportal wird seitdem „Schleichportal“ genannt.

### Die Renaissance-Umbauten der Kirche um 1602

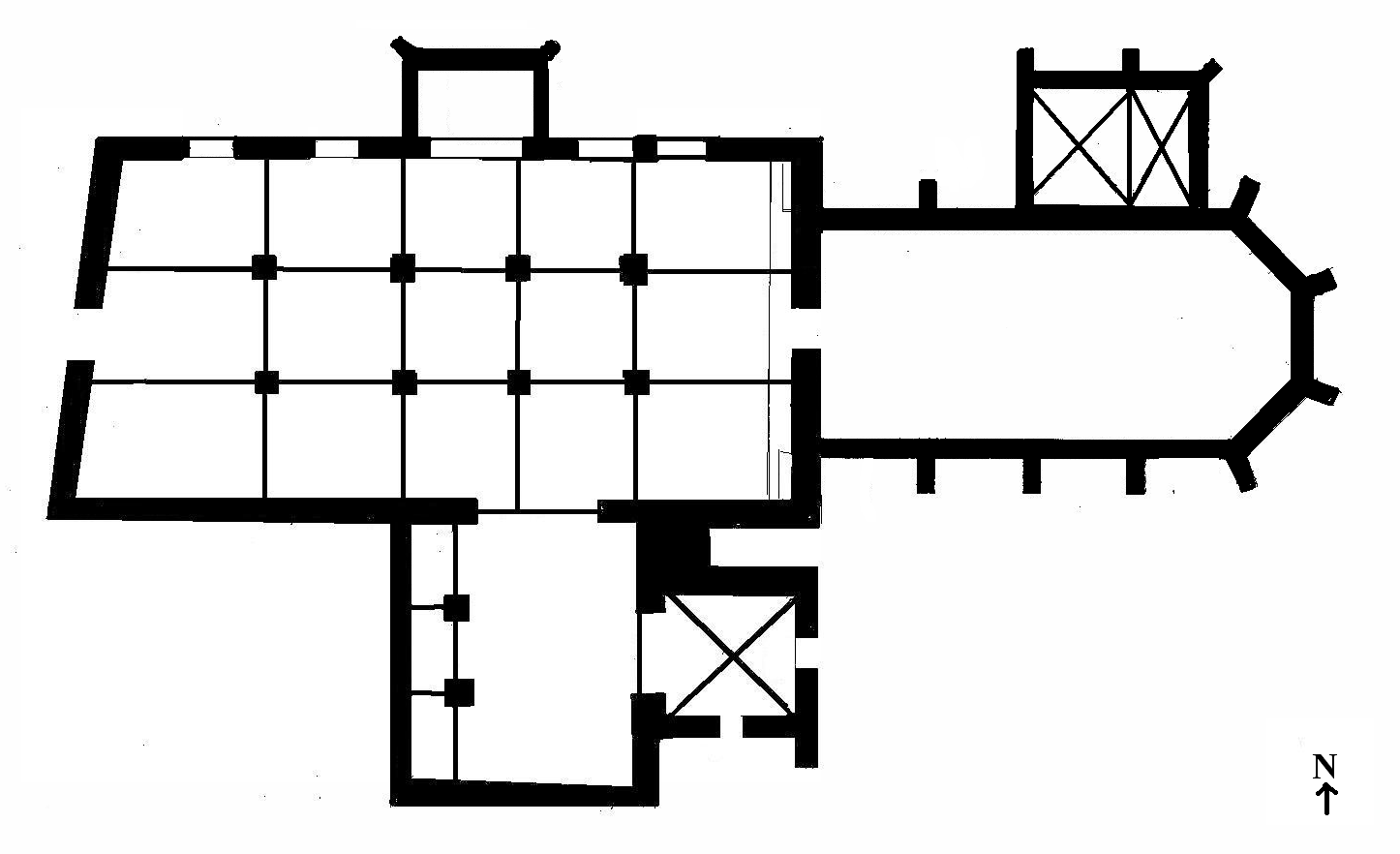
Grundriss des Deutschordensmünsters mit Gang in der Seitenkapelle (1602)

Als im kleinen Deutschhof der sogenannte Stein-Kallenfels-Bau um 1600 entstand, wurde ein Zugang von dem heute als Pfarrhaus genutzten Bau in die gotische Kirche geschaffen. Das romanische Langhaus wurde im Westen um die Hälfte gekürzt. Es entstand der noch heute existierende Renaissancegang. Der Gang besteht aus zwei Geschossen und zeigt vier Pfeiler mit drei Archivolten. Das erste Geschoss des Ganges zeigt ein aus Backsteinen gemauertes Kreuzgewölbe mit Sandsteinrippen. Zwischen dem gotischen Langhaus und dem Glockenturm wurde ein Treppenhaus eingefügt.

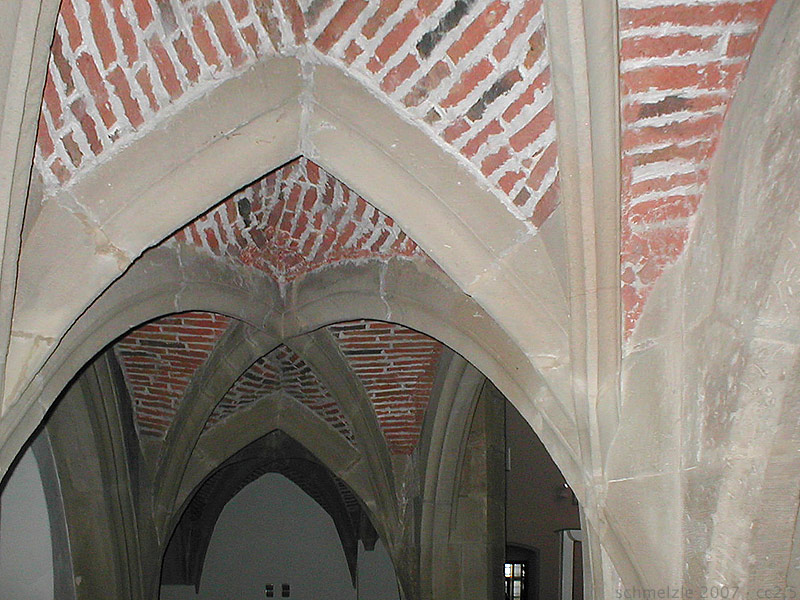
Das erste Geschoss des Renaissanceganges

### Die barocke Kirche „St. Peter und Paul“ um 1720

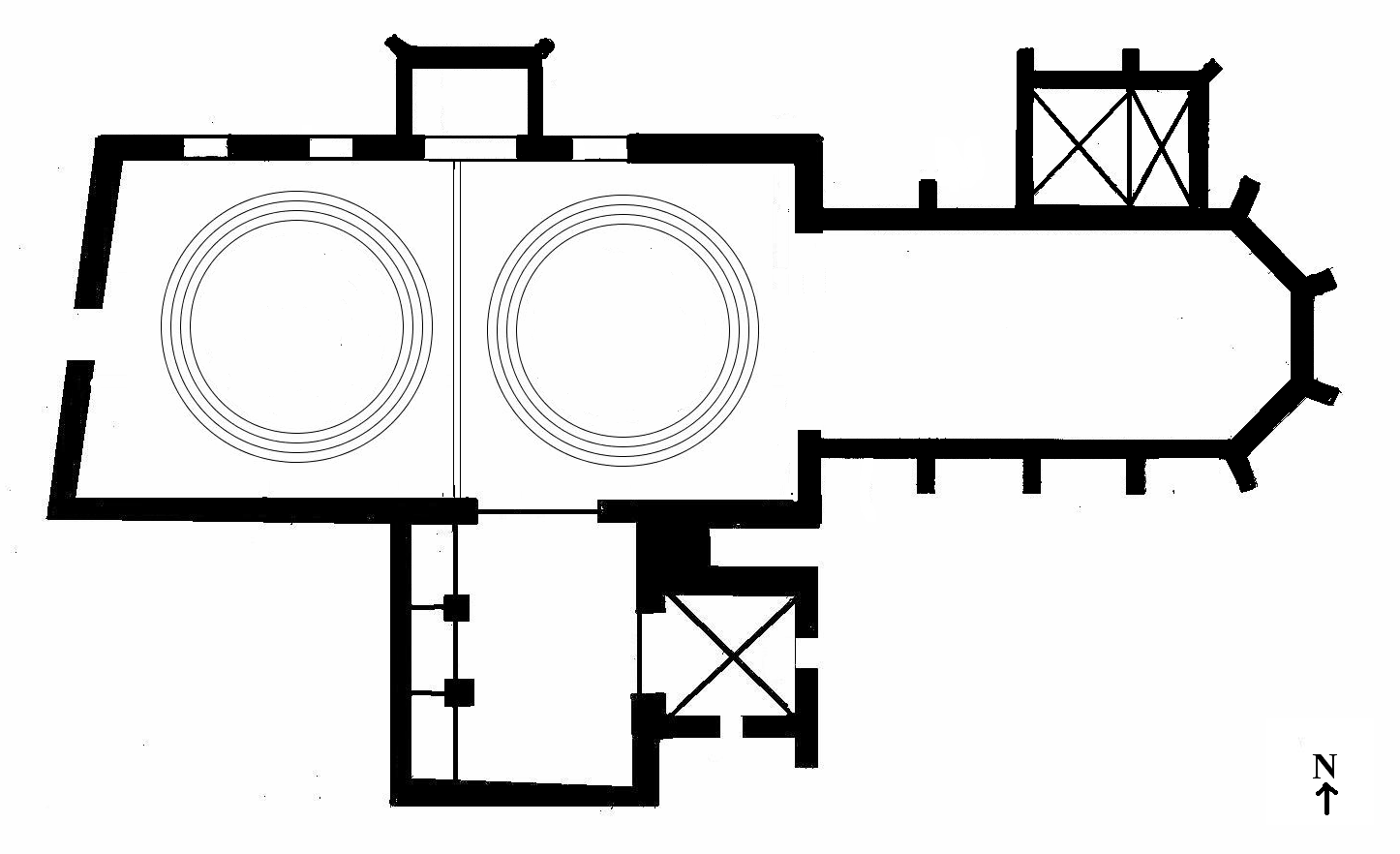
Grundriss der barocken Kirche „St. Peter und Paul“ um 1720

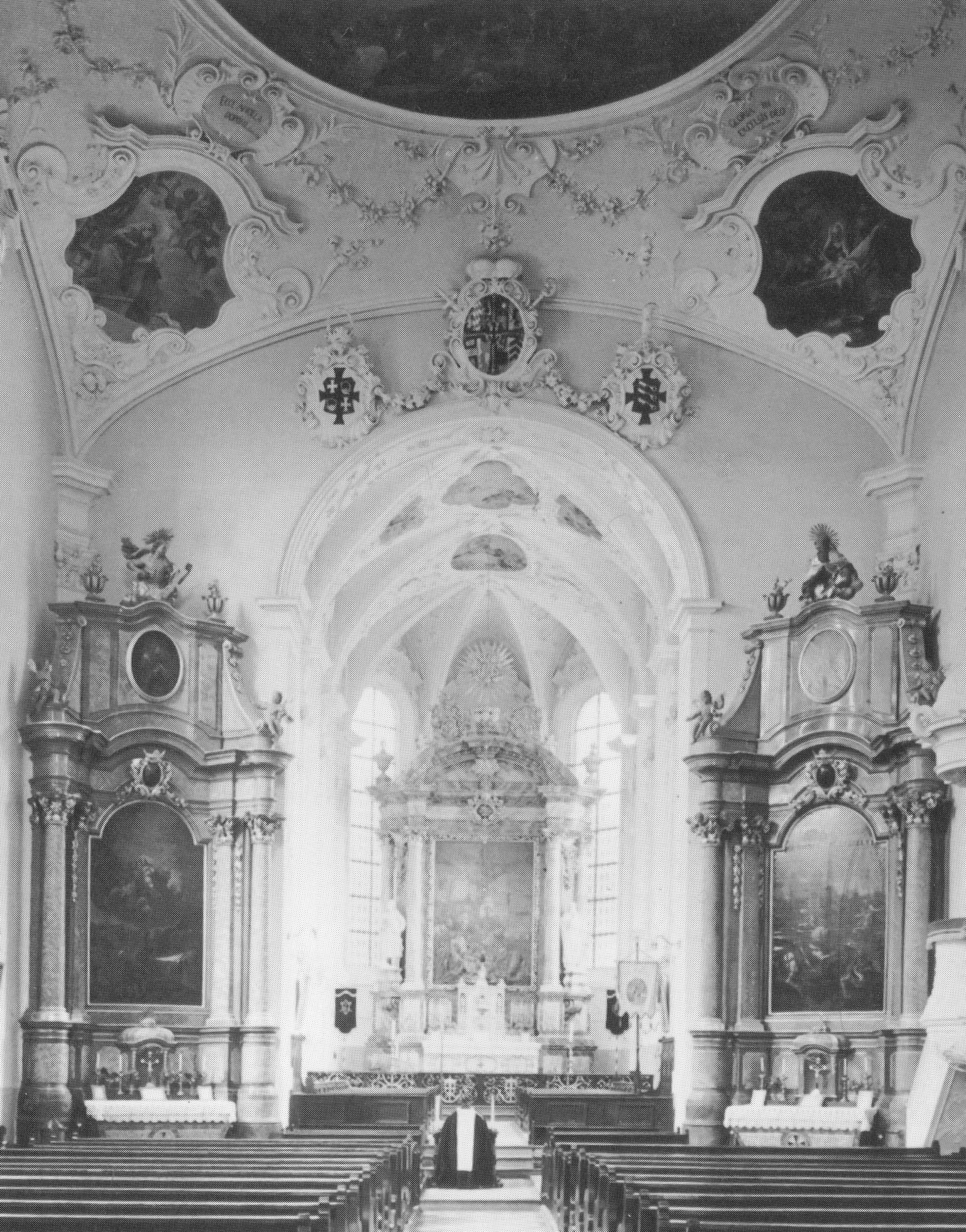
Deutschordensmünster, Blick zum Hochaltar (Stuckateur Franz Joseph Roth u. Freskenmaler Luca Antonio Colomba)

Nachdem er zuvor schon verschiedentliche Renovierungen an der Kirche durchgeführt hatte, hoffte der Heilbronner Komtur Georg Adam von Speth vom baufreudigen Landkomtur Karl Heinrich von Hornstein in Ellingen, Sitz der Verwaltung der Deutschordensballei Franken, die Erlaubnis zu einer durchgreifenden Umgestaltung der Kommendekirche zu erhalten. Der Landkomtur schien der Bitte des Heilbronner Komturs von Speth um eine Erneuerung nicht abgeneigt gewesen zu sein, denn er bat ihn, ihm einzelne Baumaßnahmen zu nennen. Am 18. April schrieb von Speth nach Ellingen und erklärte:

„… wegen der hiesigen Kirchen vorhabende Reparation [bin ich] allwegs… der Meinung….daß die Kirche mit einem Dachstuhl, Faciate, Portal und Fenster, von außen verputzet, gemacht würde…[außerdem sei es erforderlich] daß dastehende alte ohnformliche Kirchturm sonders dessen spitzige Dachtsuhl abgetragen, so dann um ein Stockwerk darauf gemauert, folgende mit einem welschen Kuppeldach gezieret werden muß.“

Hornstein antwortete dem Komtur am 29. April 1720 und versprach ihm, dass er zusammen mit seinem Baumeister Franz Keller den Umfang besprechen wolle, sobald dieser nach Ellingen zurück sei. Am 13. Mai erklärte von Hornstein, dass er die Sache mit seinem Baumeister besprochen habe und schlug vor, dass Keller „dieses Werk künftiges Jahr vorzunehmen habe“.
Gemäß dem Accord (Vertrag) sollte Keller den alten Dachstuhl abbrechen, die Hauptmauern um 15 Schuh erhöhen und das Langhaus mit einem steinernen Hauptgesims versehen. Besonderen Wert wurde auf die Gestaltung der Fassade mit dem Giebel und einem reich geschmückten Portal mit vier Säulen, Gesimsen und Wappen gelegt.

„…vorderen großen Giebel, als Faciat gegen die Stattgasse mit einem durchlaufenden und eingelassenen Hauptgesims samt einig Postamenten nicht weniger das Portal mit vier frei dastehenden Säulen, Gesimsen 3 grossen Wappen und anderer Zierung auch ein auswendig darinliegenden Treppe mit einer durchbrochenen Galerie alles von gehauenen Steinen machen.“

Kellers Aufriss zeigt uns die „Faciaten gegen die Stattgass“ als eine hohe, nahezu ungegliederte Wand, die von seitlichen Lisenen eingefasst wird. Der Mittelteil der Fassade wird akzentuiert vom Portal und einem hohen spitzbogigen Fenster. Das profilierte Gesims verläuft nicht horizontal, sondern schwingt in der Mitte über die Spitze des Fensters segmentbogig auf. Die Giebellinie läuft, von seitlichen Postamenten ausgehend, in sanftem konkaven Schwung nach oben und endet in einem profilierten Giebeldreieck. Die Fassade erhielt als weiteren Akzent einen prächtigen Eingang. Über eine zweiläufige Freitreppe führt der Weg zu dem breiten, segmentbogig geschlossenen Portal. Flankiert wird es von schlanken, kompositen Säule, die durch ihre enge Stellung, ihre Verdoppelung etwas aufdringlich wirken. Sie tragen einen Architrav, einen gebauchten Fries und ein Gesims, das sich in der Mitte hochschwingt und damit das Motiv des geschwungenen Giebelgesimses aufnimmt. Auf dem Gesims befinden sich die Wappen von Hauskomtur, Landkomtur und Hochmeister des deutschen Ordens. Flankiert werden sie von Helmen, Harnischen und anderen Armaria des Ordens. Die Durchführung der Umbaumaßnahmen nach den Vorschlägen Franz Kellers erfolgte unter der Bauleitung von dessen jüngerem Bruder Johann Michael Keller der Ältere, der in Neckarsulm ansässig war –„an Baumeister Johan Michael Keller von Neccarsulm vor alle an besagter Kirche und Thurm.“
Die Stuckarbeiten schufen der Mergentheimer Stuckateur Franz Joseph Roth, der auch am Deutschordenschloss in Ellingen gearbeitet hatte. Roth schuf die vier großen Stuckfiguren der vier Kirchenväter Augustinus, Ambrosius, Gregor sowie Hieronymus. Zwei Hermen aus Stuck stützten die Kämpfer, die den breiten segmentbogigen Gurt zwischen dem zweiten und dritten Joch im Langhaus trugen. Die beiden gewölbetragenden Hermen wurden erst bei den Umbaumaßnahmen in den 1960er Jahren entfernt.
Die Stuckmarmorarbeiten an den Altären schuf Dinkelsbühler Stuckateur Christian Kurz.
Für die Ausmalung der Ordenskirche konnte der italienische Maler Luca Antonio Colomba gewonnen werden. Ihm wurde für „die fresco malerei in der Kirche am Chor, lanhaus und Kapelle oben am gewölb“ 1200 Gulden bezahlt. Die Ausmalung erfolgte ab Sommer 1722.
Andere mitwirkende Künstler waren der Heilbronner Bildhauer Ignatius Schupp sowie der Münnerstädter Maler Eberhard Würth mit seinem Lehrjungen Nicolaus Spiegel.
Als die gotische Liebfrauenkirche in eine Barockkirche umgewandelt wurde, wechselte vermutlich auch das Patrozinium zu St. Peter und Paul, was erst 1766 erwähnt wurde. Nach Auflösung des Deutschen Ordens und der Einrichtung einer Stadtpfarrei übernahm 1806 der erste Diözesanpriester, Josef Schmalstieg die Pfarrei.

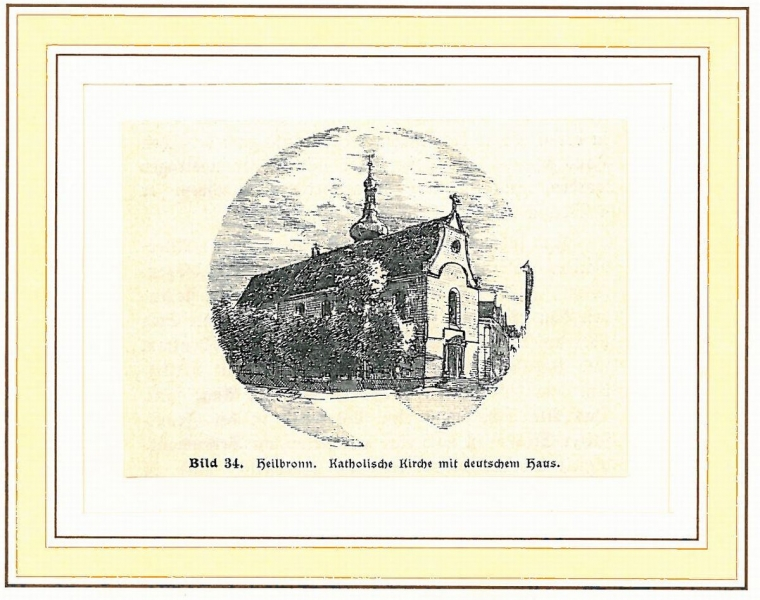
Außenansicht der barockisierten Kirche von 1835
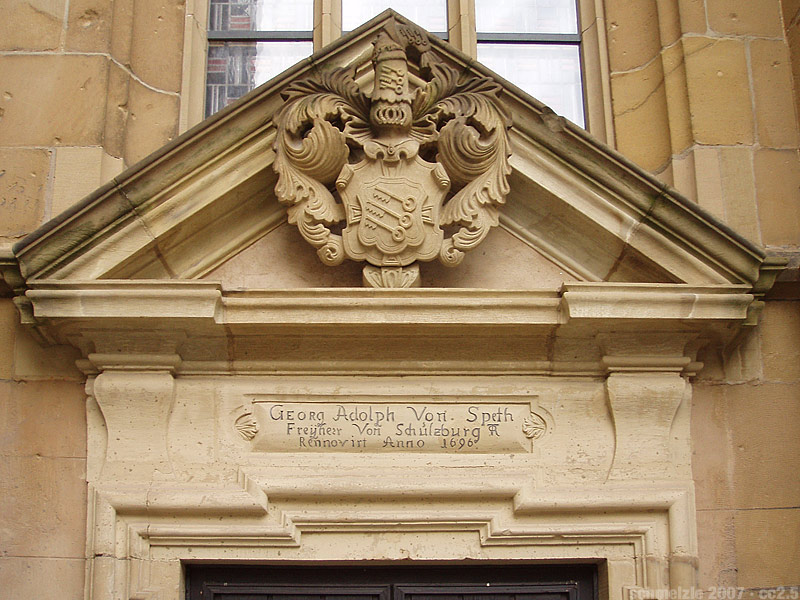
Barockes Portal, renoviert durch Speth 1696
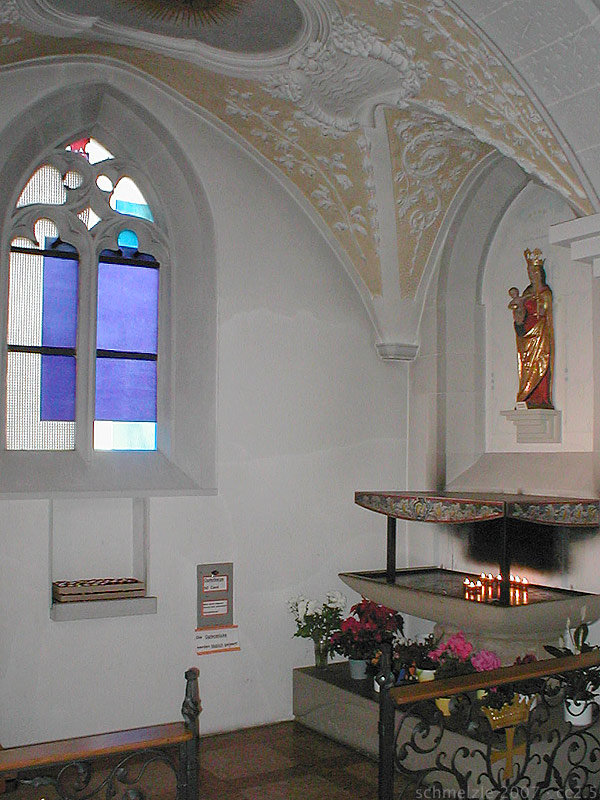
Barocke Nordkapelle

### Die Zerstörung 1944
Am 4. Dezember 1944 wurde das Deutschordensmünster mit dem umliegenden Deutschhof beim Luftangriff auf Heilbronn zerstört. Der erste Verlust an historischer Bausubstanz war zu beklagen, als am 5. Februar 1948 die halbe Chordecke des Deutschordensmünsters infolge von Kälte und Regen einstürzte.
Endgültig verloren gingen die „mächtigen Stukkaturen, die prächtige Kanzel, die feudale Fürstenloge und die Deckengemälde von Colomba“.
H. H. Stadtpfarrer Dekan Dr. Stegmann berichtete als Augenzeuge von der Zerstörung des Sakralbaus:

„als ich als letzter Augenzeuge in der brennenden Kirche stand, da sah ich nur, wie das von Phosphorbomben entfachte und genährte Feuer den Altar und die Orgel zuerst erfaßt hatte, wie dann die Bänke und die Tore mitbrannten. Der Sturm hatte mit rasender Eile fast alle brennbaren Teile der Kirche erfaßt. Zuerst war die Decke über der Orgel eingebrochen“

### Der Wiederaufbau von 1948 bis 1951

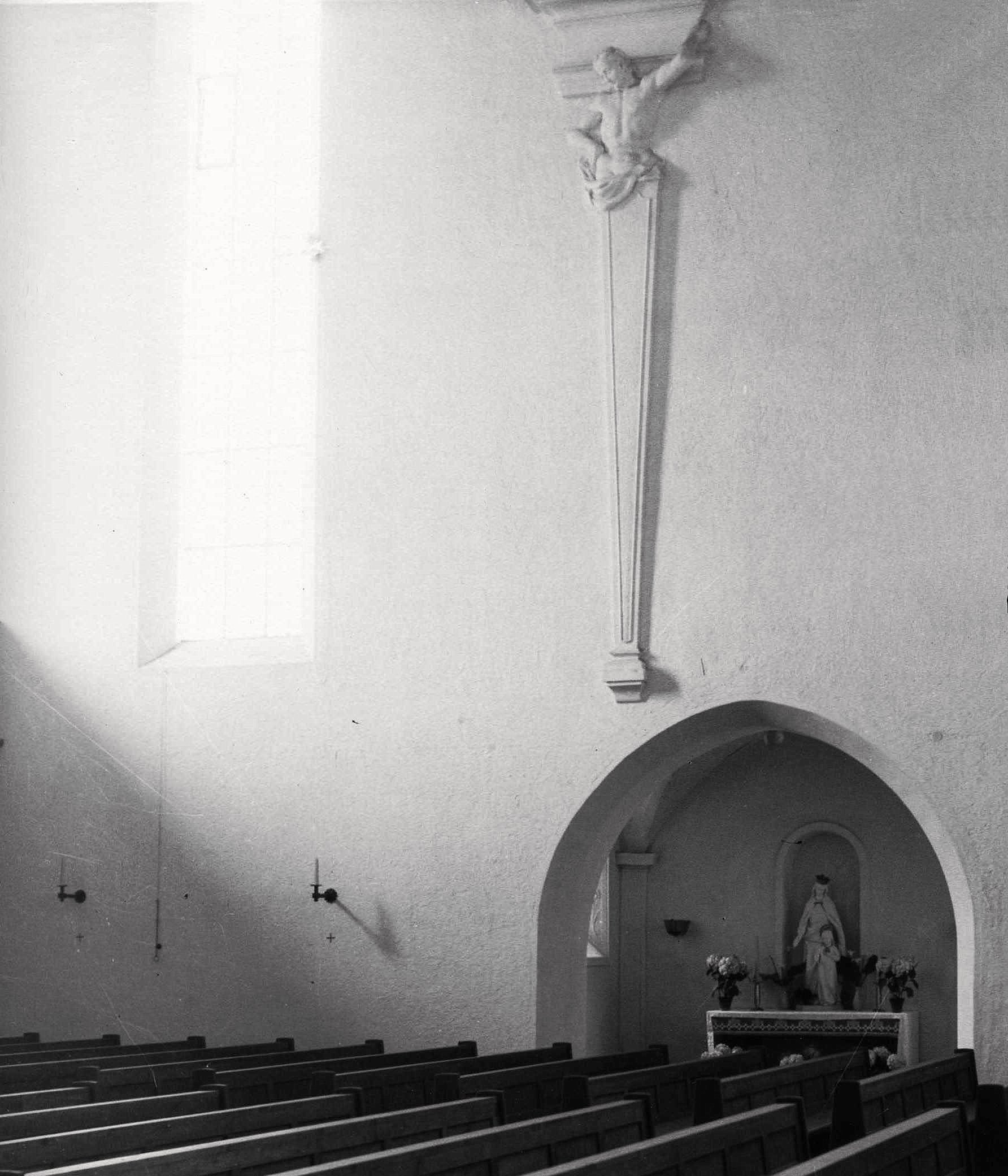
Die barocke Stuckallegorie hatte sich 1951 an der Wand des Kirchenschiffs erhalten

Weitere Verluste an der Barockausstattung erlitt das Bauwerk, als im Zuge des Wiederaufbaus am 7. Oktober 1948 begonnen wurde, die möglicherweise noch erhaltensfähige barocke Stuckverkleidung an zwei der westlichen Innenpfeiler in der südlichen Seitenkapelle (Gedächtniskapelle) und an den Eingangspfeilern zur Turmchorkapelle zu entfernen.
Andere barocke Ausstattung blieb jedoch erhalten, wie die der Außenkapelle an der Nordwand mit dem Deckenspiegel und Marienmonogramm, oder die an den hohen Wänden des Langhauses befindlichen zwei Stuckallegorien.
Beim Wiederaufbau der Kirche wurden die erhaltenen Teile in eine Rekonstruktion mit vereinfachten Formen integriert. Der gut erhaltene massive Turmunterbau weist noch viel originale Bausubstanz auf. Der ehemals barocke Turmhelm wurde sachlicher ausgeführt.
Eine schwere Holzkassettendecke, die Balustrade der Empore und das Portal stammten aus der Werkstatt des Schreinermeisters Baumgärtner. Eine Notorgel wurde zunächst eingerichtet. Der Chor war 1951 durch eine niedrige Schranke aus braunem Offenauer Marmor vom Langhaus abgetrennt. Die niedrige Kanzel wurde auch aus demselben Marmor geschaffen. Auf dem Altar im Chor befand sich das 3 Meter hohe schwere Holzkreuz, an dem eine restaurierte Christusfigur angebracht wurde.

### Sanierungen 1968 bzw. 1994 und 2017

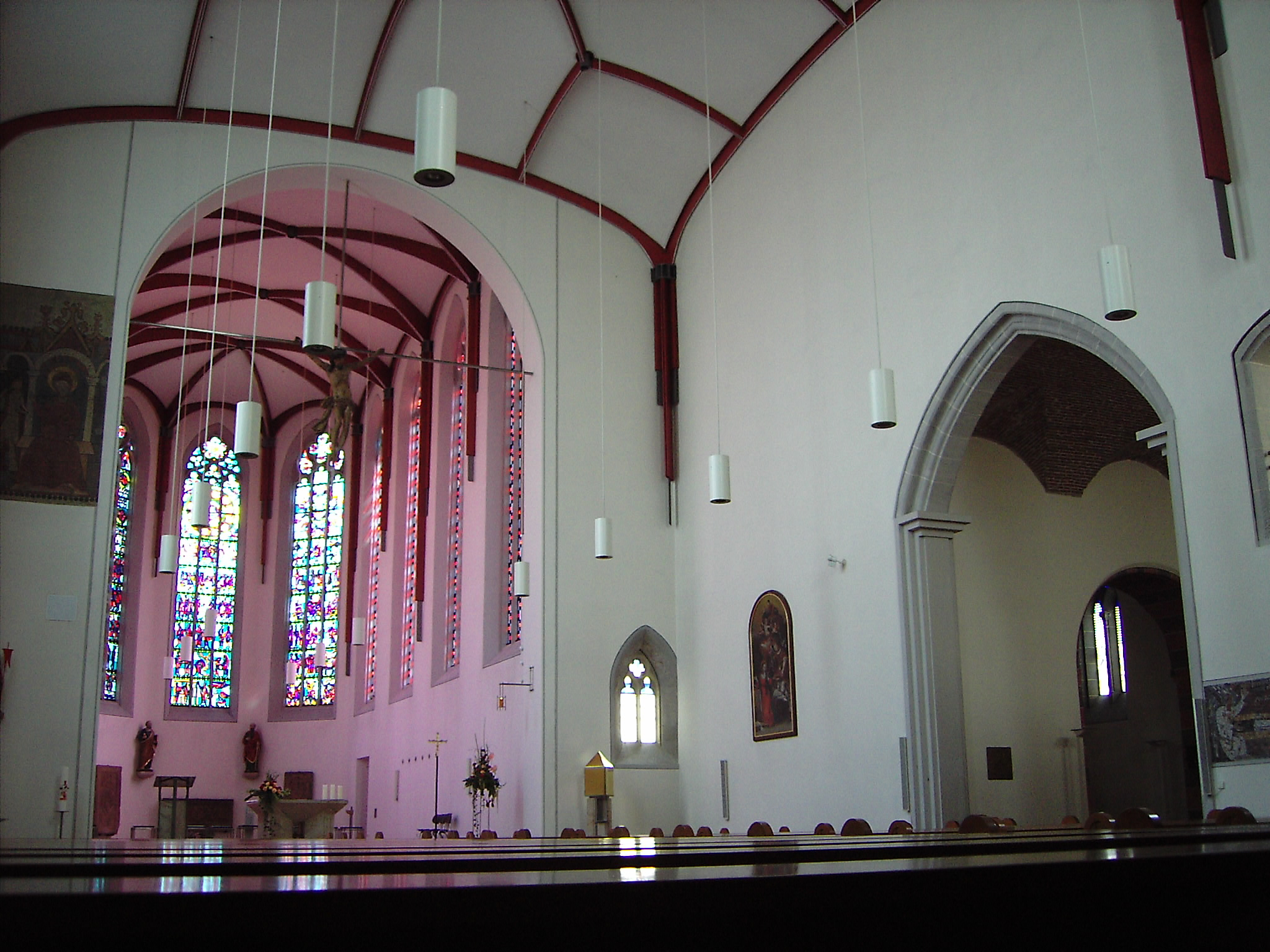
Blick zum Chor und rechts durch die Turmkapelle in den Turmchor

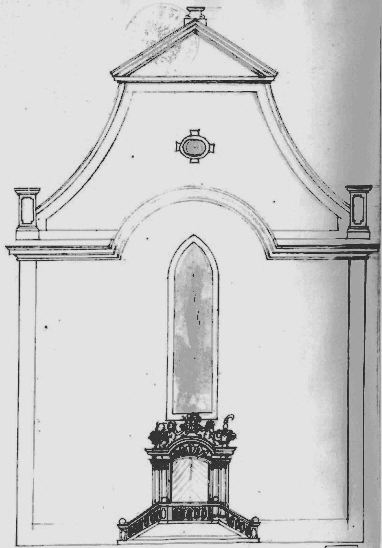
Barockportal mit Deutschordenswappen und Engeln

Kleine Reparaturarbeiten am Turm 1958 und 1960/61 mündeten in eine erste umfängliche Innenrenovierung der Kirche in den Jahren 1968/69 unter der Leitung von Pfarrer Josef Baumgärtner und dem Stuttgarter Architekten Hans Georg Reuter. Dabei wurde jedoch weitere Teile der noch erhaltenen historischen Ausstattung zerstört und führte daher zu weiteren Verlusten an der bauhistorischen Substanz. Die Sanierung war von der Liturgiereform des II. Vatikanischen Konzils inspiriert. Ziel war es, einen ungeteilten Innenraum zwischen Langhaus und Chor im Sinne einer Versammlungskirche zu schaffen. Dabei wurde ein die beiden Räume trennender spätgotischer Triumphbogen abgebrochen. Die rechte Hälfte eines an der Seite des Bogens befindlichen spätgotischen Wandgemäldes wurde entfernt. Die Kassettendecke wurde mit Brettern verschalt, um eine ungegliederte Ebene für eine malerische Ausführung zu gewinnen. Diese wurde von Karl Blau farblich gestaltet. Als Vorbild diente die Deckenausführung des Würzburger Doms.
Die nach dem Wiederaufbau erhalten gebliebene Barockausstattung wurde nun endgültig entfernt, so auch die beiden mit Hermen geschmückten Pilaster an der Nord- und Südwand. Ebenso wurden die Seitenwände der an der Nordwand befindlichen kleinen barocken Marienkapelle eingebrochen, um dort übergroße Glastüren einzusetzen. Die alte Barockkuppel der Kapelle wurde an den Hängezwickeln eingeschlagen, um eine glatte neue Decke zu schaffen.
1977 erhob der damalige Diözesanbischof Dr. Georg Moser die Kirche St. Peter und Paul in Heilbronn zum „Deutschordensmünster“.
Eine weitere Renovierung 1994/95 unter der Leitung des Architekten Rudolf Lückmann brachte viele künstlerisch und historisch wichtige Elemente zurück, die beim vereinfachten Wiederaufbau nach dem Krieg nicht berücksichtigt oder bei der vorangegangenen Renovierung untergeordnet worden waren. Die bei der Renovierung 1994/95 wieder freigelegte und restaurierte Barockdecke zeigt einen Deckenspiegel, der ein Marienmonogramm erhielt.
2017 erfolgt eine umfangreiche Sanierung im Eingangsbereich, dabei wird das barocke Portal rekonstruiert. Seit 1995 wurden Gelder für die Rekonstruktion gesammelt.

## Baubeschreibung

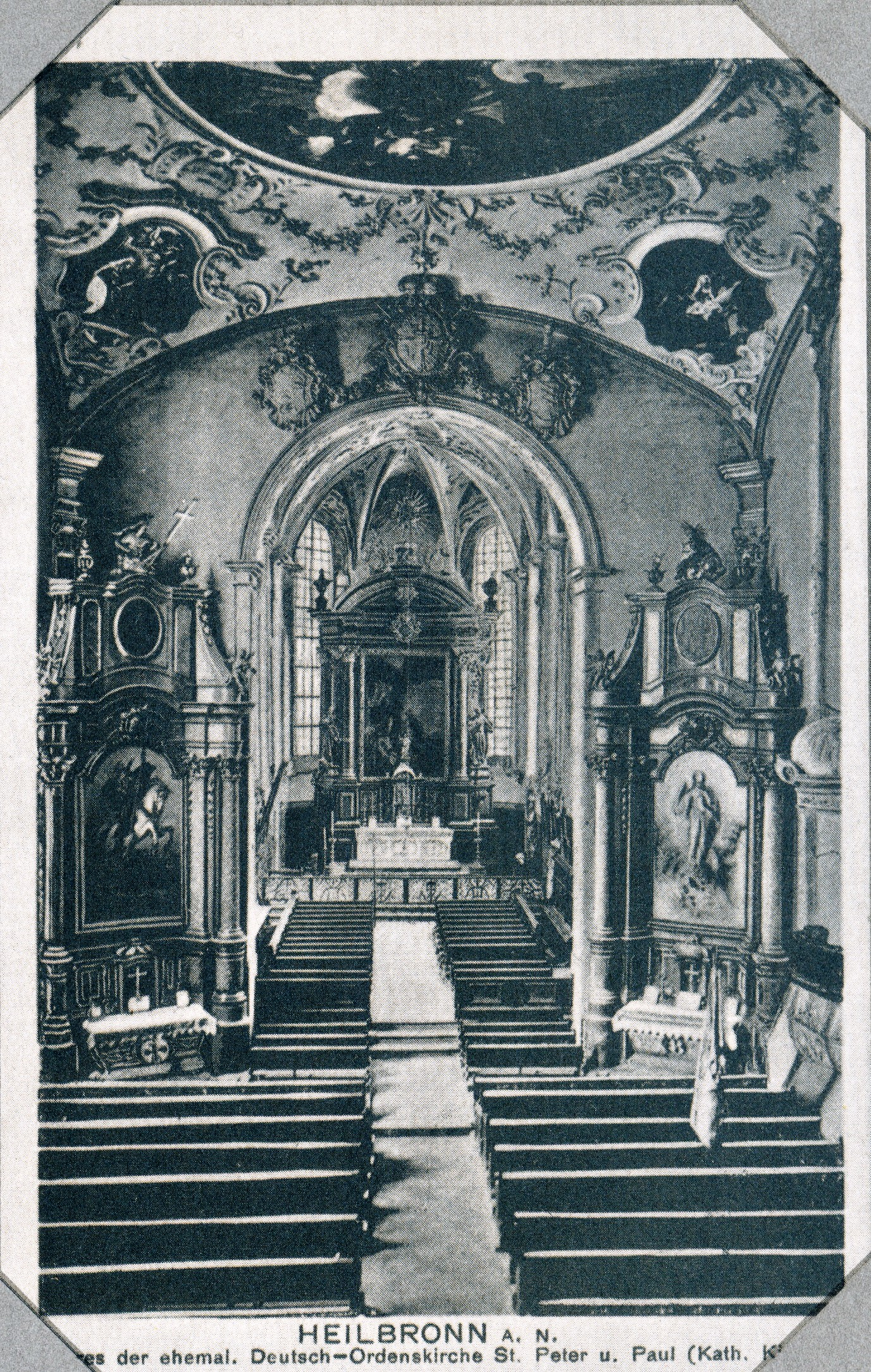
Innenansicht von 1900

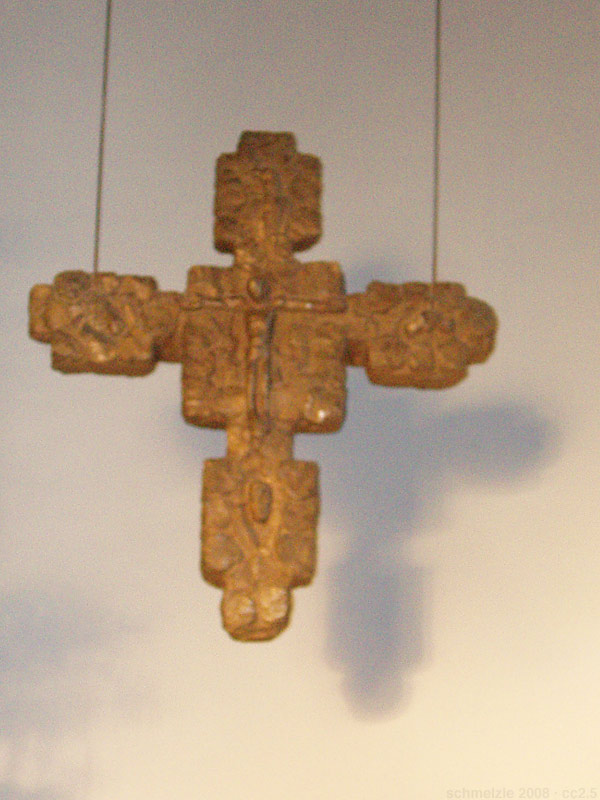
Das bronzene Kreuz kam in die Neckargartacher Kirche

### Altäre
In der gotischen Frauenkirche gab es neben dem kleinen Marienaltar im Turm noch zwei andere Altäre, nämlich einen Maria-Magdalenen-Altar, 1496 erwähnt, und den Elisabeth-Altar, 1512 erwähnt. In der 1484 gestifteten Speydelschen Kapelle befand sich ein Altar „ad St. Mariam“. 1496 stifteten die Nachkommen Speydels ein pergamentenes Messbuch auf dem Kapellenaltar, wobei an diesem Altar wöchentlich eine besondere Messe für den Stifter Ludwig Speydel gelesen werden sollte.
1498 verfügte der Papst Alexander VI, dass die Kaplanei des Peter- und Pauls-Altares, die unter dem Patronat Heilbronns stand, in die Sakristei des Karmeliterklosters einzubeziehen sei. Nach der Auflösung des Karmeliterklosters in der Reformation wurde der Karmeliteraltar der Apostel Petrus und Paulus (wie auch das sog. Gnadenbild) in die Deutschordenskirche verlegt. Daher wurde später das Patrozinium der Kirche von einer Marienkirche in eine Peter- und Pauls-Kirche verändert.
Im Barock wurde der Kirchenraum von drei großen Altären dominiert. Der wappengeschmückte Torbogen zum Chor wurde von zwei hohen Barockaltären flankiert; im Chor befand sich der Hochaltar. Die Gruppe der 3 Altäre mit dem tiefgestaffelten Hauptaltar in der Mitte bildete eine schöne Komposition.
Der Seitenaltar auf der Epistelseite (rechts des Torbogens) war von korinthischen Säulen eingerahmt und zeigte ein Bild der Himmelfahrt Mariens aus dem Jahr 1780. Der Seitenaltar auf der Evangelienseite (links des Torbogens) aus dem Jahre 1720 zeigte den Hl. Georg und war ebenso von korinthischen Säulen eingerahmt. Der Hochaltar im Chor, flankiert von den lebensgroßen Figuren des hl. Petrus und Paulus, zeigte eine von Colomba gemalte „Grablegung Christi“. Die heutigen Figuren der beiden Kirchenpatrone Petrus und Paulus sind volkstümliche Arbeiten aus dem 19. Jahrhundert.
Nachdem die Altäre im Zweiten Weltkrieg zerstört worden waren, errichtete man beim Wiederaufbau im Jahre 1951 auf dem Altar ein 3 m hohes schweres Holzkreuz, an dem eine restaurierte Christusfigur angebracht wurde.
Im Gefolge der Sanierung von 1968 wurde von Franz Bucher aus Rottweil ein neuer Altar geschaffen, der auch den Tabernakel und die Mariensäule schuf. Für den Altar gestaltete 1980/81 Karl-Peter Blau aus Stuttgart ein bronzenes Kreuz. Das Kreuz ist 1,50 m breit und 1,60 m hoch. Auf der Vorderseite ist der gekreuzigte Christus zu sehen, flankiert von Weinlaub und Trauben und den vier Evangelistensymbolen. Auf der Rückseite sind Passionsdarstellungen abgebildet. Bei der Renovierung 1994 kam es in die Pfarrkirche St. Michael in Neckargartach.
1994/95 wurde ein neuer Altar für den Chor geschaffen. Dieser wurde aus einem Block aus gemasertem Sandstein von dem Bildhauer Rudolf Kurz (* 1952) gehauen. Konzeption und Ausführung erfolgten zusammen mit Klaus-Peter Scherer (Nürnberg). Die drei Teile eines Altars – Stipes (Unterbau), Mensa (Tischplatte) und Sepulcrum (Reliquiengrab) – wurden klar herausgearbeitet. Vier Pfeiler bilden den Stipes des Altares. Die Pfeiler haben eine längsgerichtete, treppenförmige Profilierung und sind X-förmig angeordnet. Im Schnittpunkt der Diagonalen wurde eine vergoldete Kapsel angebracht, in der sich Reliquien befinden. Im Langhaus wurden ebenso ein vergoldeter Tabernakel und ein zinnernes Taufbecken aufgestellt.

### Kreuzweg
Der Kreuzweg ist eine Mosaikarbeit von Karl Blau aus dem Jahre 1960.

### Türgriffe
Beider Sanierung 1968 wurde ein neues – inzwischen nicht mehr vorhandenes – Hauptportal eingesetzt. Die Türgriffe zeigten als Inschrift folgende Inschriften, gefertigt von Franz Bucher:

„DU BIST PETRUS DER FELS UND AUF DIESEN FELSEN WILL ICH MEINE KIRCHEN BAUEN“

„PAULUS IST MIR EIN AUSERWÄHLTES WERKZEUG MEINEN NAMEN VOR VÖLKER UND KÖNIGEN ZU TRAGEN“

### Malereien

#### Wand- u. Deckenmalerei
Aus der Zeit der Gotik hat sich ein Secco links des Chorbogens erhalten. Das Bild zeigt laut einer Deutung von Clemens Jöckle angeblich Christus auf einer Thronbank, wobei Maria Magdalena vor ihm knien und ihm die Füße waschen soll.

„Aus der Zeit um 1380 stammt die in Seccotechnik ausgeführte Wandmalerei am Chorbogenpfeiler, die bei genauer Betrachtung gedeutet werden kann. Sie zeigt Christus auf einer Thronbank. Vor ihm kniet Maria Magdalena. Sie wäscht dem Herrn die Füße. Aus Aufzeichnungen geht hervor, daß in der Ordenskirche ein Magdalenenaltar vorhanden war“

Antonio Colomba hatte im Barock (1721) die Kirche mit vielen Fresken ausgestattet, die im Zweiten Weltkrieg verloren gingen.
Die Fresken im Chor zeigten 3 Gemälde hintereinander; das mittlere Gemälde war auf beiden Seiten von Engelgruppen flankiert. Sie stellten „Gott – Sohn“ (Ostern), „Gott – Heiliger Geist“(Pfingsten), „Gott – Vater“ (Weihnachten) dar.
Da das Münster des Deutschhofes zu Heilbronn früher nicht nur eine Marienkirche, sondern auch eine Heilig-Kreuz-Kirche des Deutschritterordens gewesen war, war das Thema der beiden Kuppelgewölbe die Marien- sowie die Kreuzverehrung.
Eine Gruppe war der Marienverehrung gewidmet. Die Gruppe bestand aus einem großen runden Mittelbild mit dem Thema „Mariae Himmelfahrt“ und aus den folgenden vier Medaillonbildern, die das Mittelbild umgaben:
- 1. „Verkündigung des Herrn“ mit der Inschrift: „ecce ancilla Domini“ (Siehe, ich bin die Magd des Herrn.)
  2. „Christi Geburt“ mit den Worten: „Gloria in excelsis Deo“ (Ehre sei Gott in der Höhe!)
  3. „Christus im Tempel“ mit der Inschrift: „quaeretis me et non invenietis“ (Ihr werdet mich suchen und nicht finden.)
  4. „der Hl. Geist, der auf Maria niederschwebt“ mit den Worten: „sapientia aedificavit sibi domum“ (Die Weisheit hat sich ein Haus gebaut.)

Das Mittelbild der zweiten Gruppe zeigte „Verehrung und Triumph des Kreuzes“. Die es umgebenden Medaillonbilder zeigten:
- 1. „Moses vor der Schlange an der Stange“ mit den Worten: „Non est in alio salus“ (In keinem anderen ist Heil)
  2. „David und Goliath“ mit der Inschrift: „Omnis armatura fortium“ (die ganze Waffenwehr der Starken)
  3. „Kreuz mit 5 Wunden“ mit den Worten: „Pacificans per sanguinem crucis“ (er stiftete Frieden durch sein Blut am Kreuz)
  4. „Hl. Helena findet das Kreuz“ mit der Inschrift: „Causa salutis nostrae“ (Ursache unseres Heils)

Eine kleine erhaltene barocke Seitenkapelle zeigt in einem Fresco ein Marienmonogramm.

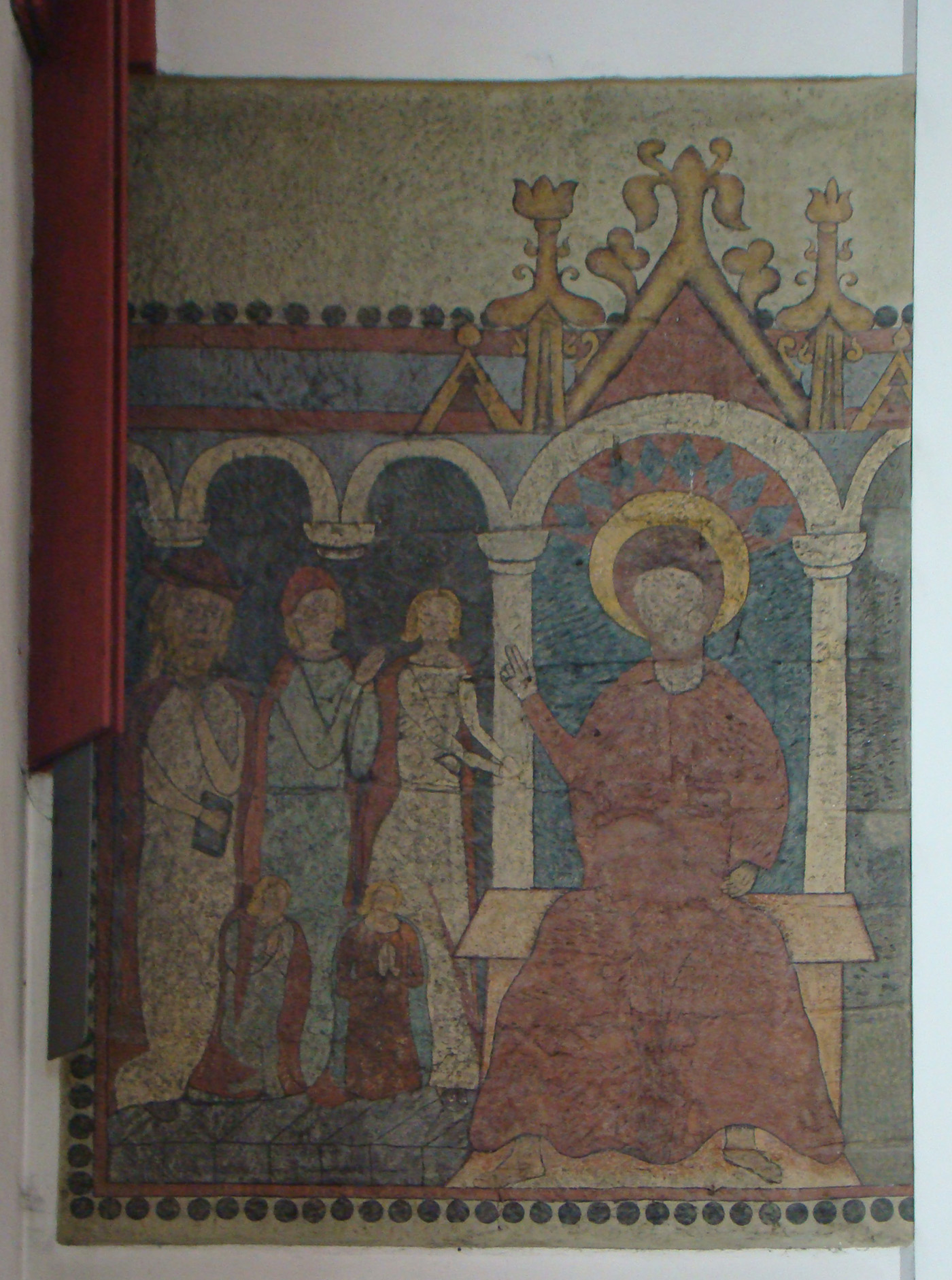
Die Seccomalerei war 1380 gemalt worden und zeigt Christus auf einer Thronbank, wobei Maria Magdalena vor ihm kniet und ihm die Füße wäscht.
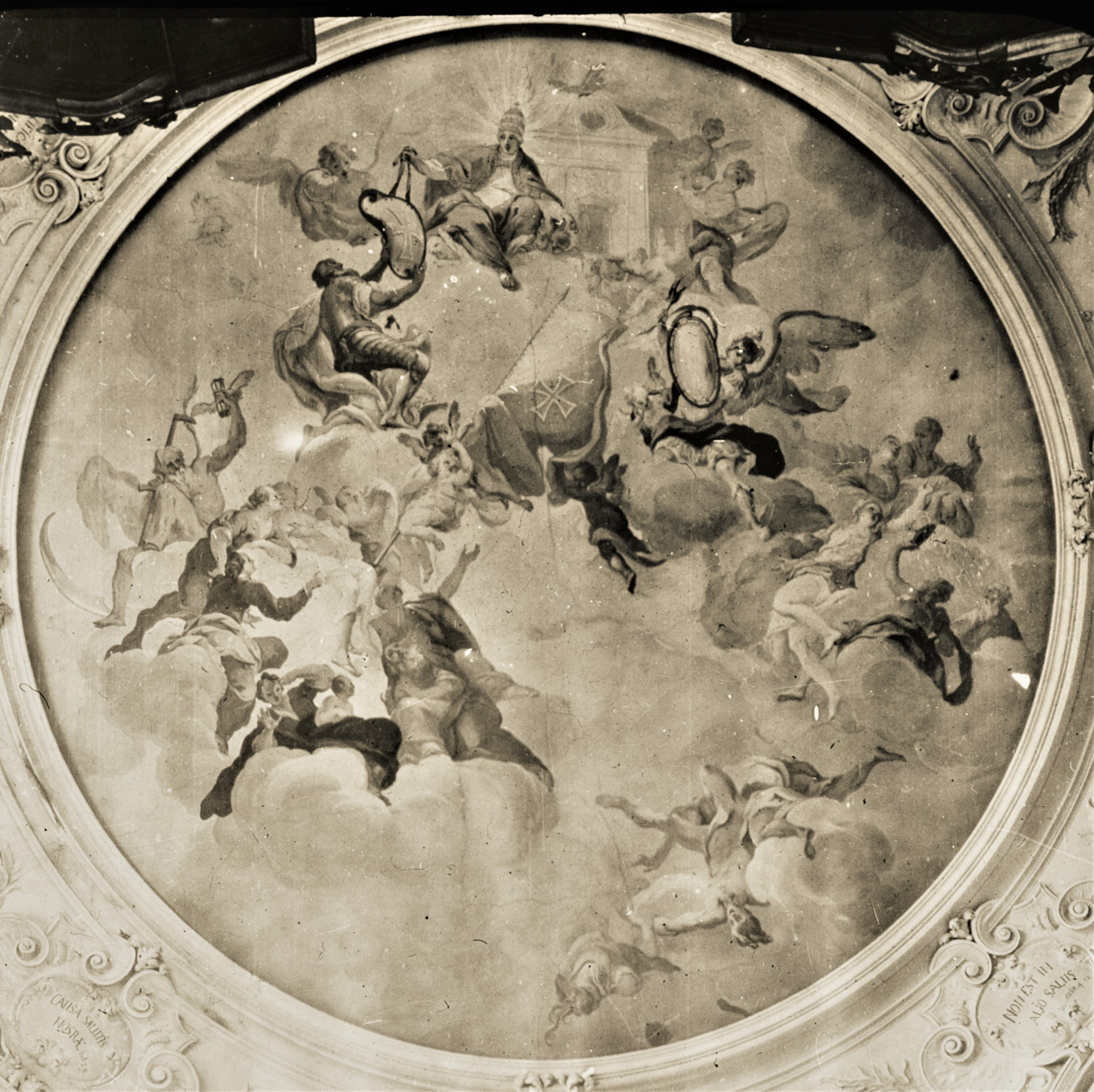
Deckengemälde Kreuzverehrung
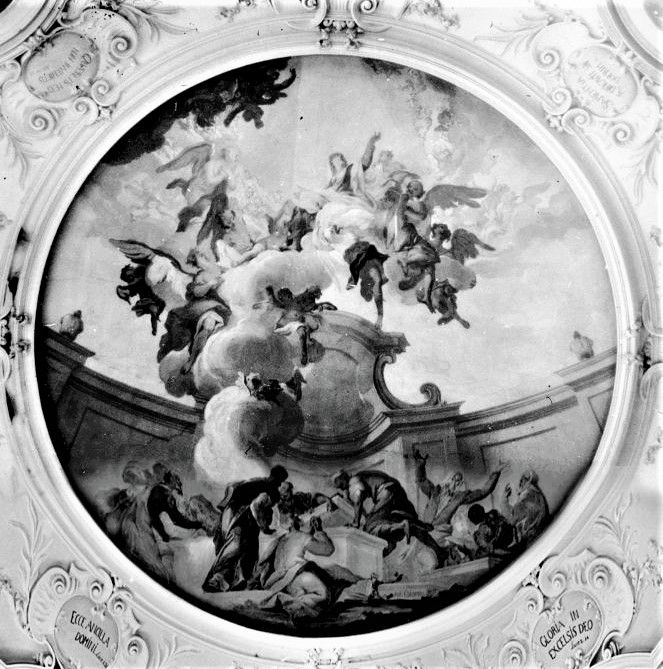
Deckengemälde Mariae Himmelfahrt
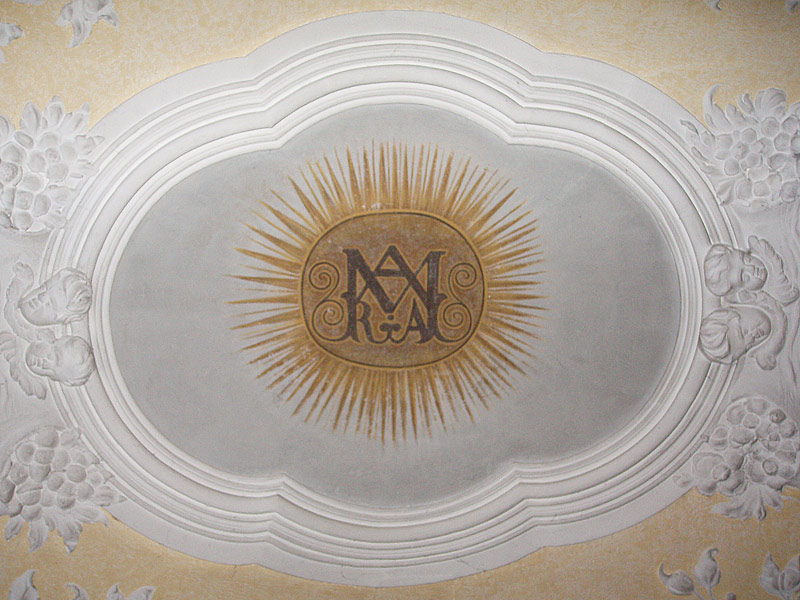
Einzig erhaltene barocke Stuckatur mit Deckenmalerei (Nordkapelle), die in einem Fresco ein Marienmonogramm zeigt.

#### Gemälde
1847 erwarb die Kirchengemeinde ein Vesperbild, eine Pietà, um 1000 Gulden. Es befand sich zwischen der Turmkapelle und der Empore. 1929 wurde es über dem Beichtstuhl des Stadtpfarrers angebracht.
Das Altarbild „Grablegung Christi“ – eine Kopie des Originalgemäldes von Anthonis van Dyck – wurde am 3. März 1953 in der Gedächtniskapelle aufgestellt. Das Bild befand sich bis dahin auf einem Seitenaltar des Rottenburger Doms. Nach der Renovierung in den 1990er Jahren wurde das Bild wieder an der Stelle aufgehängt, von der es 1968 entfernt worden war.
An der Seitenwand des Kirchenschiffes befindet sich ein barockes Originalgemälde „Mariae Verkündigung“.

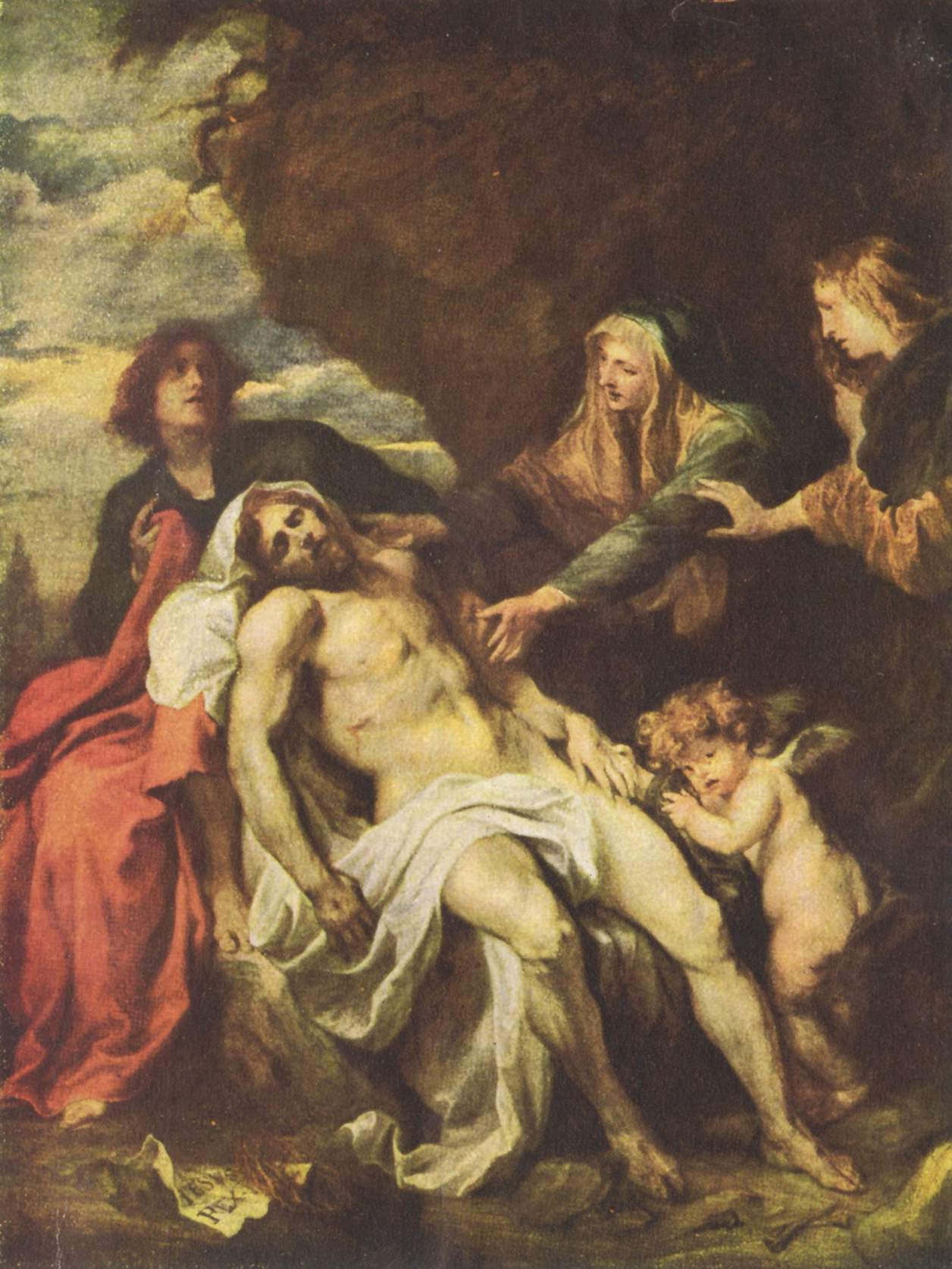
Eine Kopie des Originals befindet sich in der Turmkapelle (Gedächtniskapelle)
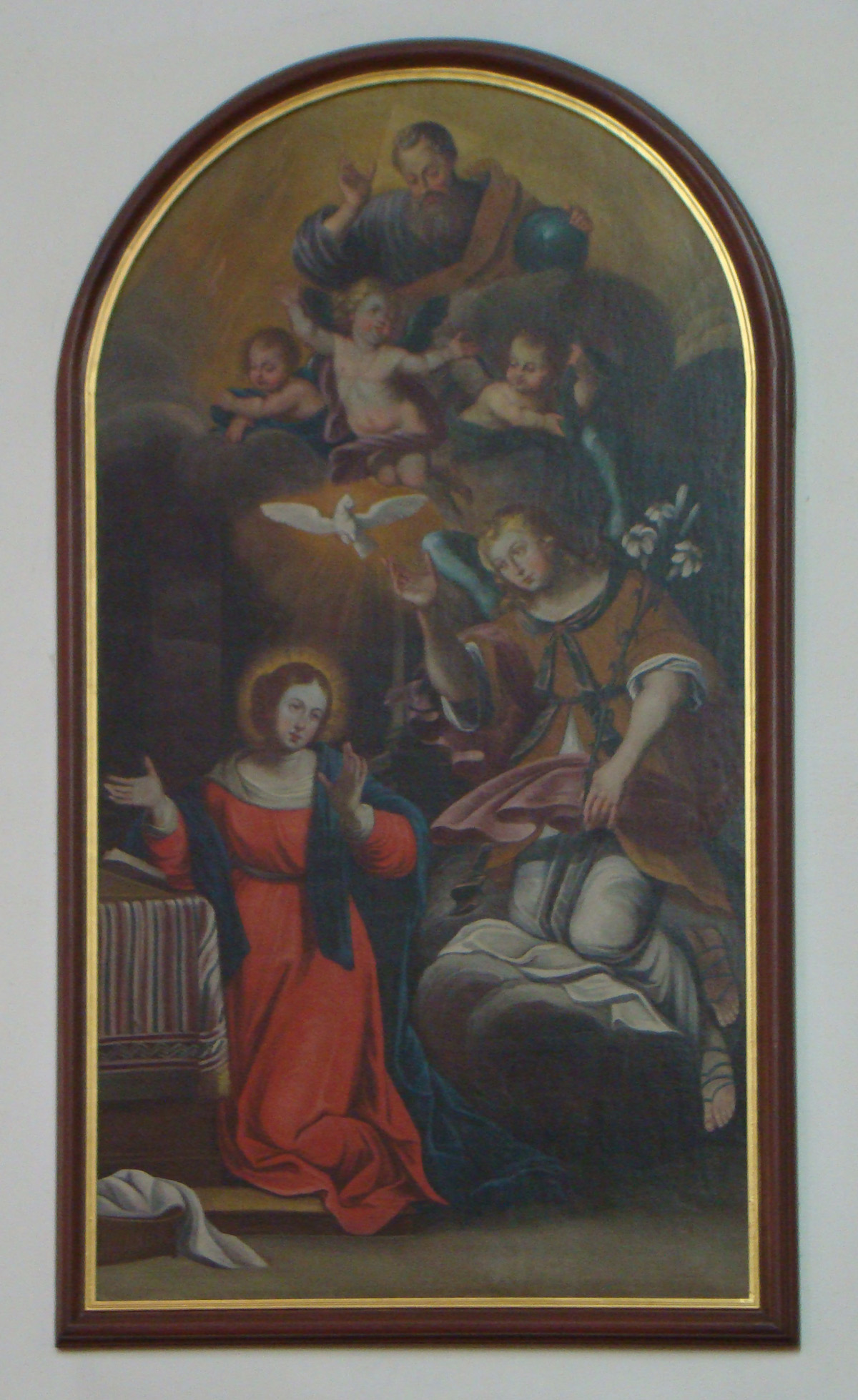
Gemälde Mariae Verkündigung

#### Glasmalereien
- „Gegenständliche Glasmalerei“: 1968 erhielten die drei gotischen Chorfenster Glasmalereien nach Entwürfen von Wilhelm Geyer (1900–1968) aus Ulm. Sie zeigen einen dreiteiligen Chorfensterzyklus mit biblischen Szenen. Da sie in direkter Nähe zum Altar errichtet wurden, sollten sie eine Thematik haben, die in unmittelbarer Beziehung zum Geschehen am Altar steht, wie etwa dem Thema Eucharistie.[41][42][43]
  1. Das mittlere Chorfenster ist dem Thema der Eucharistie gewidmet. Die unterste Reihe im Fenster zeigt die Vorläufer des Opfermahls aus dem Alten Testament, das Pessahmahl (Exodus 12,1-28). Die zweite Zone darüber zeigt das Manna-Mahl in der Wüste (Exodus 16,13-34). Die dritte Zone zeigt die sogenannten Brotreden Christi nach Johannes 6. In der vierten Zone ist die Fußwaschung (Johannes 13, 1-17) zu sehen, in der fünften das Abendmahl (Matthäus 26,20-30), in der sechsten und obersten das Hochzeitsmahl des Lammes: Das Lamm steht oben auf seinem Thron, umgeben von den 24 Ältesten (Offenbarung 4,4).
  2. Das rechte Chorfenster thematisiert „Volk Gottes – Kirche“. Die beiden unteren Fensterreihen weisen auf das Gottesvolk des Alten Testaments hin. Die erste Reihe zeigt den Bundesschluss mit dem israelitischen Volk als dem alten Gottesvolk (Exodus 19f.). Die zweite Reihe zeigt die über den Cherubim thronende, geöffnete Bundeslade mit den Gesetzestafeln (Deuteronomium 10, 1-5) sowie die Wiederauffindung und Neuverkündung der Gesetze durch Esra (Nehemia 8) nach der Rückkehr des israelitischen Volkes aus Babylon. Die dritte Reihe zeigt, wie Christus dem Apostel Petrus die Kirchenschlüssel übergibt, um damit die Kirche des neuen Gottesvolkes zu gründen (Matthäus 16). Die vierte Zone zeigt die Aussendung der Apostel in alle Welt. Zur Darstellung Christi als die Apostel „bevollmächtigenden Lehrer“[44] (Markus 16,15) ließ sich Geyer von der Ikonographie der antiken Philosophenversammlung inspirieren. Die fünfte Zone zeigt die Feuertaufe durch den Hl. Geist zu Pfingsten (Apostelgeschichte 2). Die Täuflinge stehen in einer im Boden eingetieften Piscina. Die sechste Zone zeigt den Ruf an die Gemeinschaft ohne Unterschied der Herkunft und der Hautfarbe (1 Korinther 11,13); so werden dort auch Chinesen dargestellt. Die oberste Reihe zeigt das Himmlische Jerusalem mit dem Lamm, umgeben von den Zinnen und Toren Jerusalems (Offenbarung 21ff.), worüber im Zwickel eine Taube – Symbol für Gottes Geist – schwebt.
  3. Das linke Fenster ist dem Thema der „Heilshandlungen“ Christi gewidmet. Es fängt an in der ersten Zone mit der Schöpfung und der Scheidung in Nacht/Tag, in Wasser/Land, in Land/Himmel. Christus stellt Adam auf die Füße und stellt ihn als sein „Ebenbild“[45] dar (Genesis 1,1-2,4). Die zweite zeigt den Sündenfall. Adam und Eva stehen nackt am Baum und werden darauf vom Engel aus dem Garten Eden geschickt (Genesis 2-3). Die dritte zeigt die Geburt Christi in der Mitte, rechts davon werden die Hirten von einem Verkündigungsengel in einer goldenen Scheibe herbeigerufen, links wohnt Joseph nachdenklich der Geburt bei (Lukas 1,57). Die vierte zeigt die Totenerweckung. So wird die Tochter des Jairus dargestellt, die Christus vor einer erstaunten Menschenmenge vom Totenbett hochzieht (Markus 5, 21-43). Die fünfte Reihe zeigt die Kreuzigung. Die Darstellung darüber soll die Worte von Paulus – Namenspatron der Kirche (1 Korinther 5) versinnbildlichen – „Wer in Christus ist, ist neue Schöpfung“. Daher werden hier zahlreiche Menschen mit den unterschiedlichsten Standeskleidungen und Handwerkszeichen ihres Berufes gezeigt; auf der rechten Seite werden die freien Künste dargestellt. So ist in der Mitte ein Maler vor der Staffelei, der Bildhauer am Modellierblock, der Architekt am Zeichentisch, der Literat am Stehpult und ein Musiker zu sehen. In der Mitte ist das Alpha und Omega zu sehen: die „Schöpfung“. Die oberste Reihe zeigt das Lamm mit dem von sieben Siegeln verschlossenen Buch (Geheime Offenbarung 4 und 5).
- „Progressive Glasmalerei“[46]: Prof. Ludwig Schaffrath (* 1924 in Alsdort/Aachen) schuf 1969 die Glasmalereien für die Kirche, die ungegenständlicher Art sind. So das Orgelfenster und die kleinen Fenster in der Turmkapelle.
  1. Das Orgelfenster zeigt einen geschlossenen Kreis, aus dem strukturierte Ströme ausgehen – „das Symbol für die im Kosmos strömende und wirkende Energie … als Elemente der Gnadenwirkung“. Hierbei ließ sich Schaffrath von der mittelalterlichen Buchmalerei inspirieren, wo das irdische, in sich geschlossene Weltbild als geschlossener Kreis dargestellt wird.[47] Durch ein bläuliches Band – Blau als Farbe des Kosmischen – sucht der in sich geschlossene Kreis den Weg zu einem Kreis, der sich im unteren Teil des Fensters befindet. Dieser Kreis wird durch das starke Band aufgespalten – „das alles, was sich hermetisch noch so abschließen kann, aufbricht und bis ins Innerste durchdringen kann“.[47]
  2. Das Maßwerk der Fenster in der Turmkapelle wurden 1968 nach einem vorhandenen originalen Maßwerk im gotischen Stil rekonstruiert. Die blau-weiße Farbgebung und Darstellung sollten die Rekonstruktion unterstützen – „in ihren verschieden blau und weißen Farben fügen sie sich gut ein in die alte architektonische Konzeption und steigern so die Ausdruckskraft des Raumes … Alte architektonische Kunst und moderne Glasmalerei sind hier in glücklicher Weise miteinander verbunden“.[48]
- „Floatglasmalerei“[46]: Bei der Sanierung kamen andere Glasmalereien von Thomas Bischoff (* 1962) hinzu, der eine neue Technik in der Glasmalerei durch die Franz Mayer’sche Hofkunstanstalt in München verwendet.
  1. Die Glasmalerei in den Fenstern des Kirchenschiffs sind von der Schule von Dieter Groß, Stuttgarter Akademie beeinflusst. Der Ausgangspunkt des Stuttgarter Künstlers ist die „Suche nach dem immateriellen Licht als die Seele des Raumes.“[47] Schraffuren und nervös geführte Linien setzen bei den milchigen, lichtdurchfluteten Glasmalereien kleine Akzente
  2. Die Glasmalerei im ehemaligen Schleichtor unter der Orgelempore, soll die historische Rolle des Tores verdeutlichen. Ein blauer Stamm wird durch ein rotes Feuer aufgetrennt. Das rote Feuer symbolisiert die Reformation, die den blauen Strom – „Symbol der Reinheit des Glaubens“ – aufspaltet. Drei Ringe sind in dem Bild eingearbeitet. Sie sollen an Lessings Nathan den Weisen erinnern: „Es eifere jeder seiner von Vorurteilen freien Liebe nach“. Die Ringe zeigen die Symbole der drei, großen monotheistischen Weltreligionen.[49]

### Epitaphe
In der ehemaligen Kriegergedächtniskapelle auf dem Weg zur Turmkapelle befindet sich das bronzene Epitaph zum Andenken an Ludwig Speydel, der für seinen Todesfall die nach ihm benannte zweistöckige Speydel-Kapelle mit Marienaltar gestiftet hatte. Die Kapelle wurde an der Nordseite des Chores des Deutschordensmünsters angebaut aber 1968 zugunsten eines einstöckigen Sakristeibaus abgebrochen. 1994 wurde bei Grabarbeiten ein Epitaph entdeckt und dieses an der Wand in der Seitenkapelle befestigt. Es zeigt eine Gedächtnisstele von 1622 für zwei im Dreißigjährigen Krieg verstorbene Mädchen. Es sind die beiden Töchter des Johann Pirett aus Waibstadt. Sie starben kurz hintereinander im Juli 1622. In Heilbronn herrschte damals eine pestähnliche Seuche. Die Inschrift lautet:

„Den 20. Tag Julius 1622 ist in Gott entschlaffen Margaretha Pirett. Den 26. Tag Julius 1622 ist in Gott entschlaffen Anna Maria Pirett. Dies zwey Dechterlein seyn mein. Johann Pirett und Anna Maria Pirett ehelich Kinder … Bürger und Handelsmann zu Waibstatt. dieser Stein allhier in Deischenhofkirchen zu Gedechntis gemacht“

Im Chor wurden nach der Restaurierung drei Epitaphe aufgestellt. Eines der Epitaphe zeigt das Wappen und die Inschriftentafel des Komturs Carl Friedrich Sohn von und zu Eltz-Rodendorf aus dem Jahre 1784. Unter der Empore befindet sich das Epitaph zum Andenken des Komturs Georg Adolph von Speth, Freiherr von Schülzburg verstorben am 15. Februar 1731. Ursprünglich befand sich dieses an der nördlichen Chorwand, nach der Sanierung 1994 gelangte das Epitaph unter die Empore. Weitere Epitaphe sind die von Komtur Claudius Franz Josef Freiherr von Reinach (verstorben am 23. Januar 1717 und in der DO-Kirche bestattet) und die des Baron Johann Phil. von Hoheneck (verstorben 31. Dezember 1718 und in der DO-Kirche bestattet).

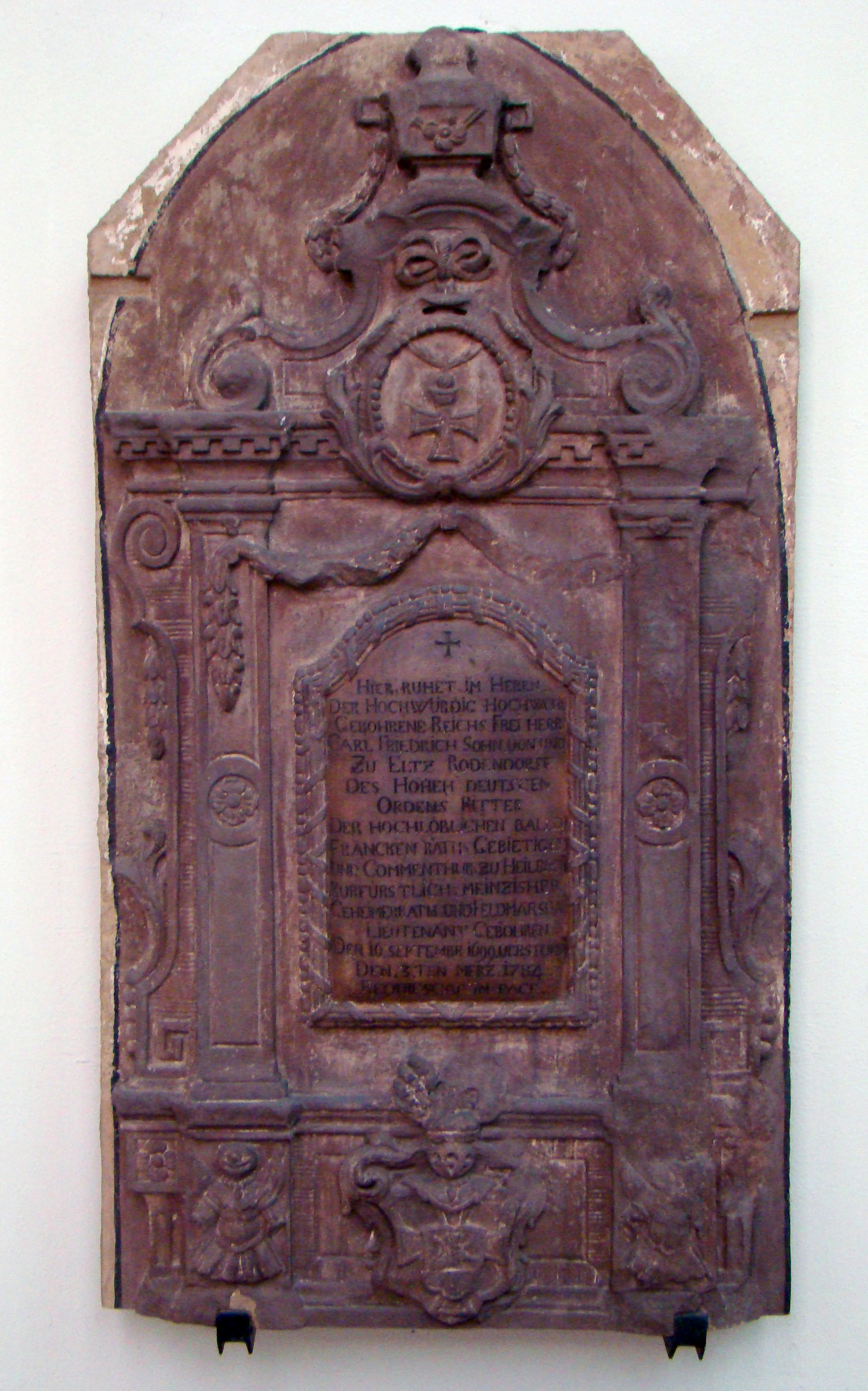
Epitaph zum Andenken des Komturs Carl Friedrich Sohn von und zu Eltz-Rodendorf aus dem Jahre 1784.
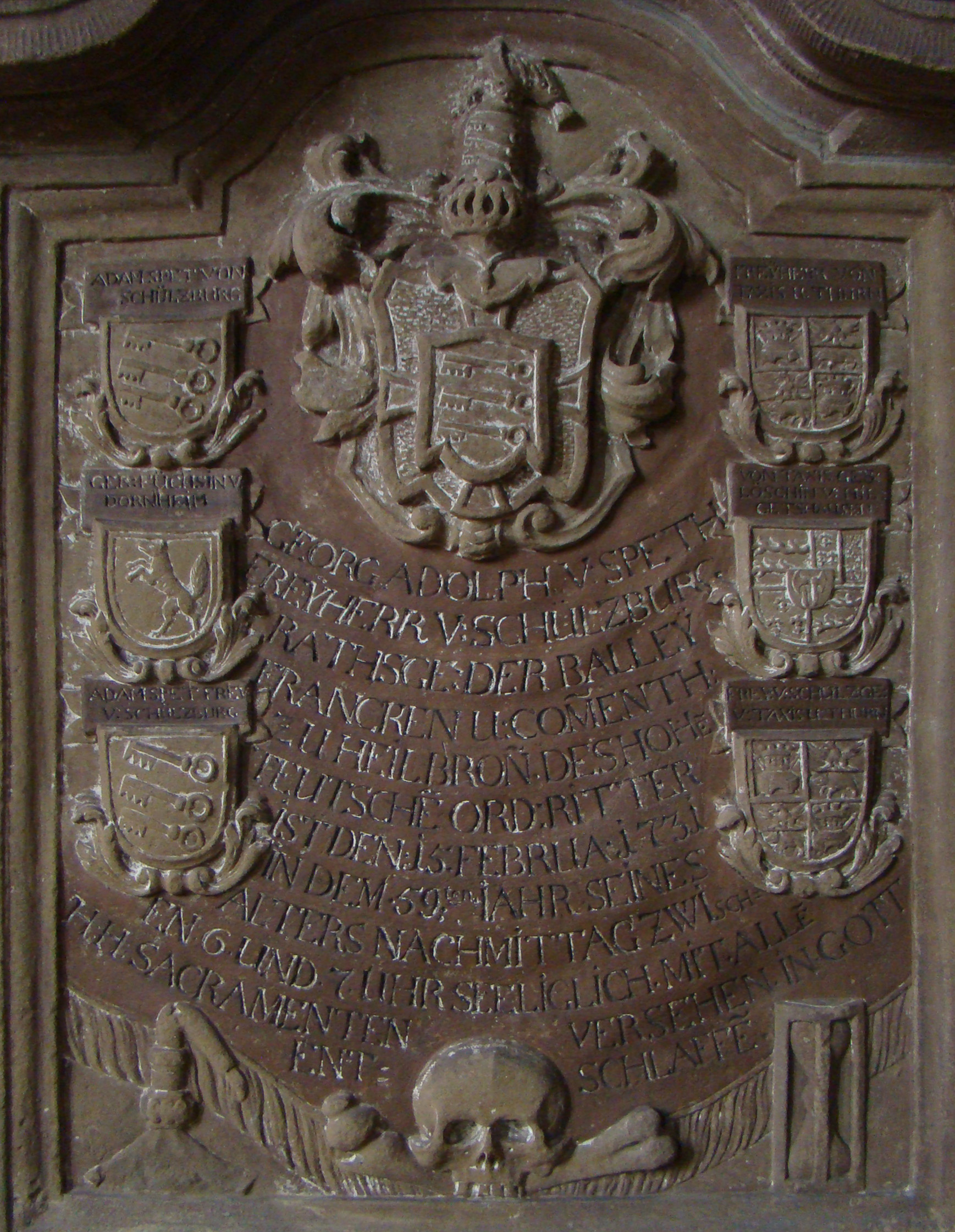
Epitaph zum Andenken des Komturs Georg Adolph von Speth, Freiherr von Schülzburg verstorben am 15. Februar 1731

### Statuen
In der Mitte des 14. Jahrhunderts entstand eine Madonnenfigur, die bis 1927 den Turm der Kirche geschmückt hatte. Sie stand in einer Nische an einer Ecke des Turmes zum kleinen Deutschhof hin, unter einem kleinen Baldachin. Ihre Beschreibung lautet:

„Beschaulichkeit und Anmut, Ausgeglichenheit und Milde, wundervolle Zurückhaltung im Gefühlsausdruck kennzeichnen sie als schwäbische Madonna. Fein fielen die Haarwellen in weicher Füller über die schmalen Schultern. Das Antlitz, jungfräulich zart, lächelte verloren zum Kinde hinüber. In einer eigenartigen Schwingung des Körpers, die so vielen Gestalten der Frühgotik eine übersinnliche Anmut verlieh, stand sie unter dem Baldachin.“

Baurat Rimmele beschrieb sie im Kath. Kircheanzeiger vom 4. September 1927:

„Wie schön diese Maria ist! Wie das volle Haar in langen Flechten aus einer seitlich gearbeiteten Krone hervorquillt und über die Schultern fällt, Wie die eine wettergeschützte Seite ihres edlen, schmalgeformten Gesichtes inoch immer jugendliche Züge trägt Und fast 600 Jahre alt soll sie sein. Ein kaum faßbarer Gedanke… Spitzen ihres faltenreichen Gewandes fielen mit bei der leisesten Berührung in die Hand. Ich erkannte, dass es höchste Zeit war sie zu retten.“

Danach wurde sie in das Historische Museum gebracht, wo sie im Zweiten Weltkrieg zerstört wurde.
Stadtpfarrer Msgr. Josef Baumgärtner ließ 1978 nach dem Vorbild der frühgotischen Madonna, an der Ecke der Kirche an der Deutschhof- und Kirchbrunnenstraße eine Marienfigur aufstellen.
Die sogenannte Heilbronner Madonna, eine in den Trümmern der zerstörten Stadt aufgefundene geschnitzte Marienfigur aus dem 13. Jahrhundert, befindet sich seit 1978 auf einer Wandkonsole in der romanischen Turmkapelle.
Zudem befinden sich noch verschiedene Statuen aus dem Barock im Sakralbau. So die Figur des Hl. Wolfgang in der Seitenkapelle und die des Hl. Antonius unter der Empore. Zudem die Barockfigur des Christus im Chorbogen.

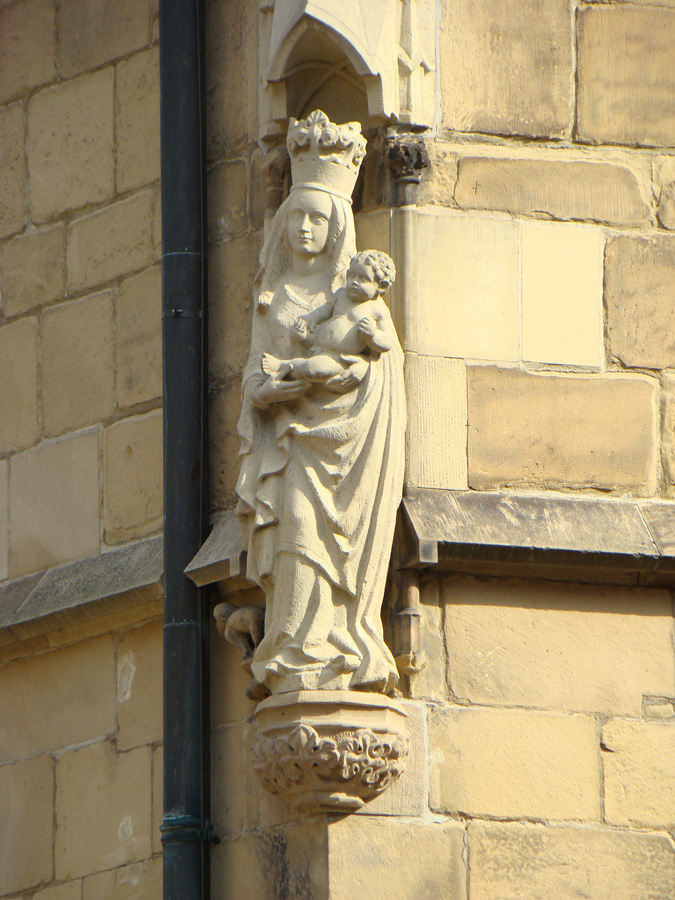
Die heutige Marienfigur wurde einer frühgotischen, zerstörten Figur (1350) nachempfunden.
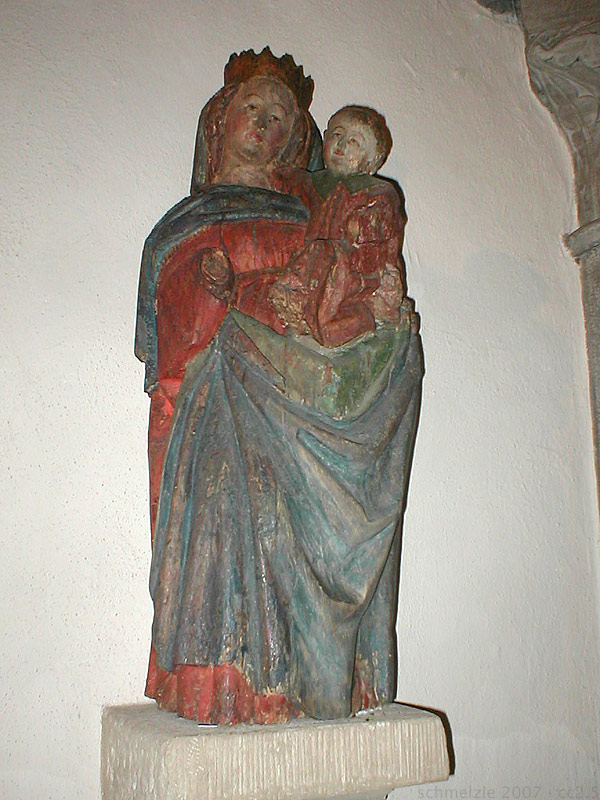
Heilbronner Madonna (15. Jhdt.)
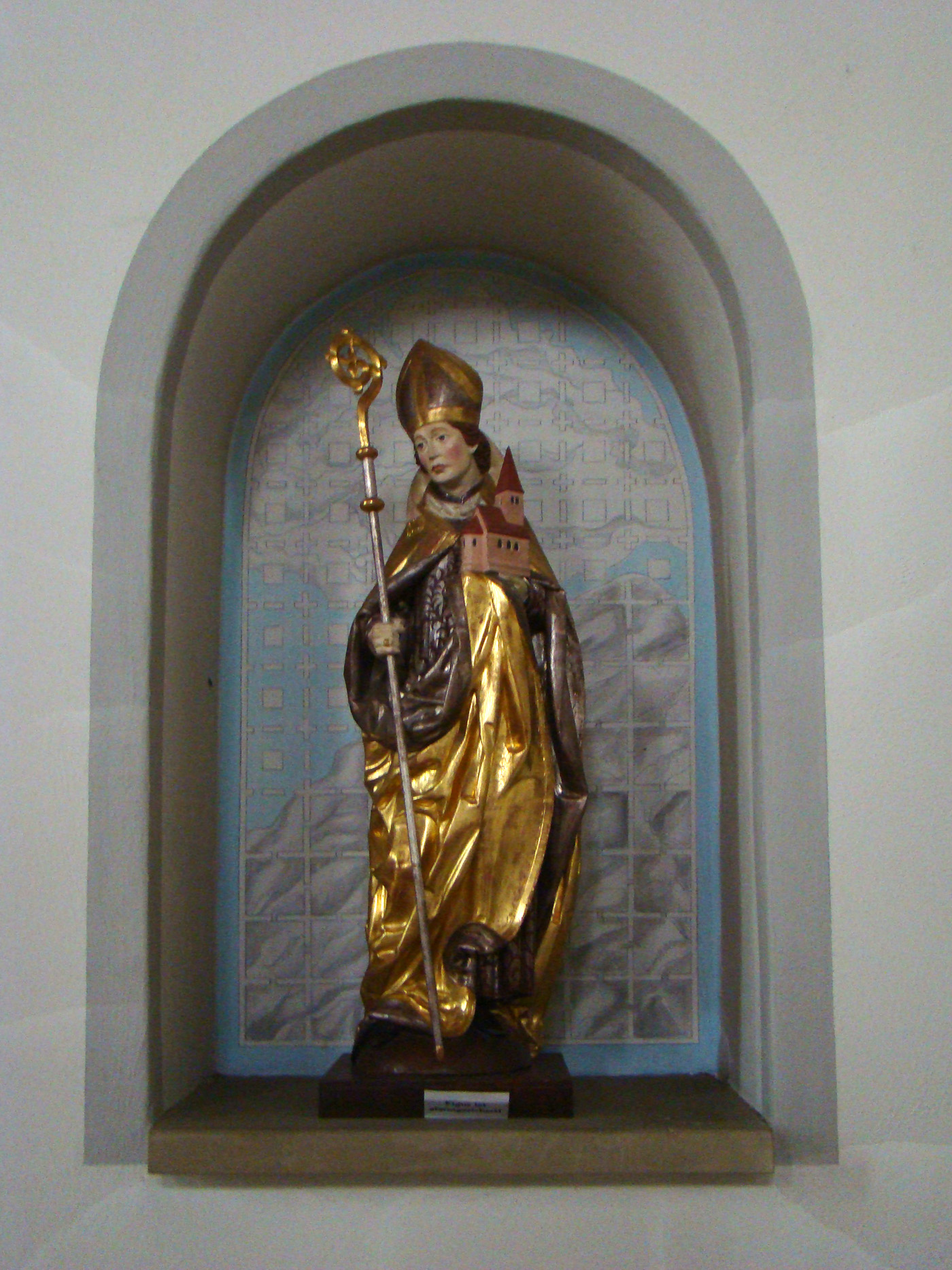
Hl. Wolfgang
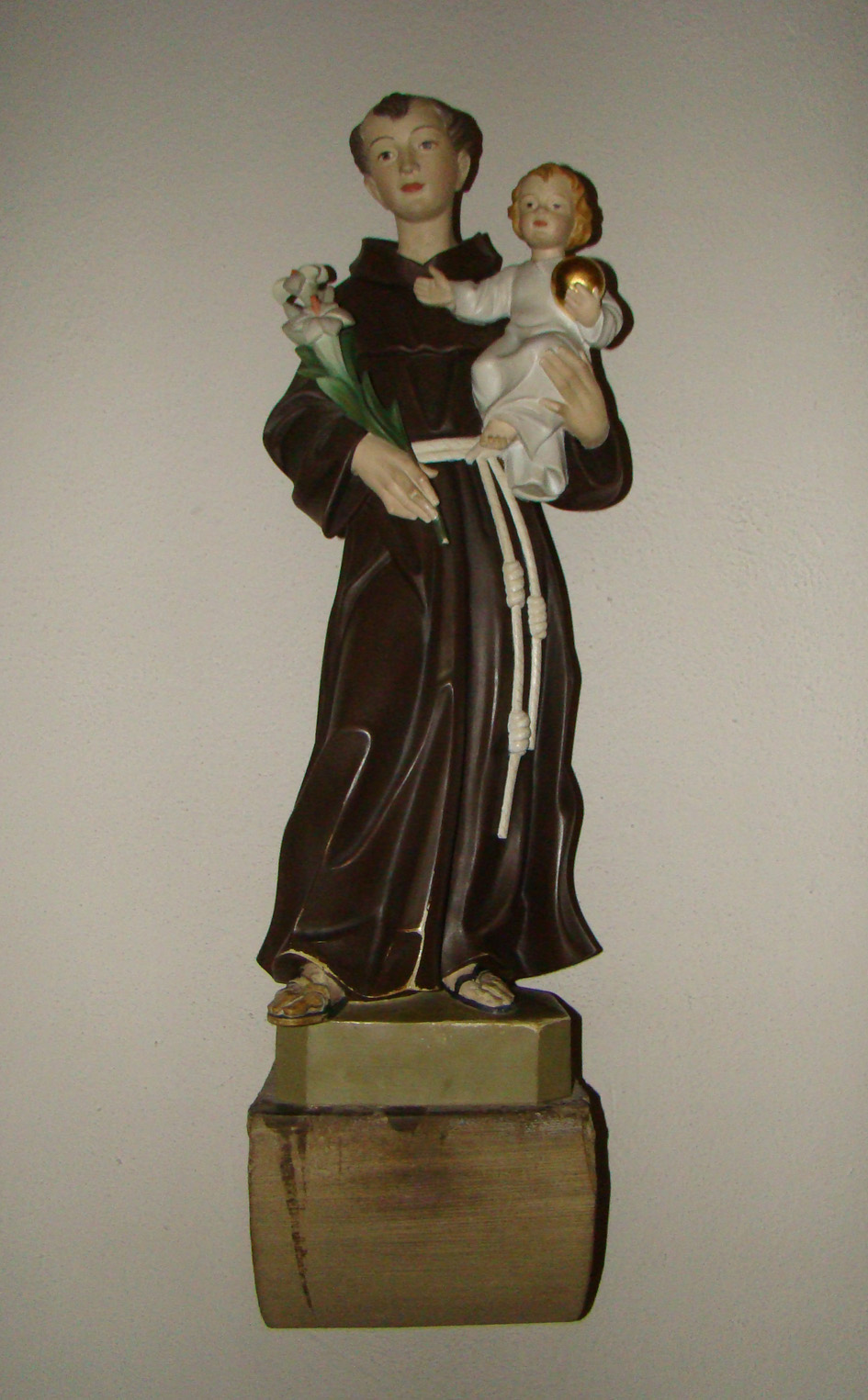
Hl. Antonius
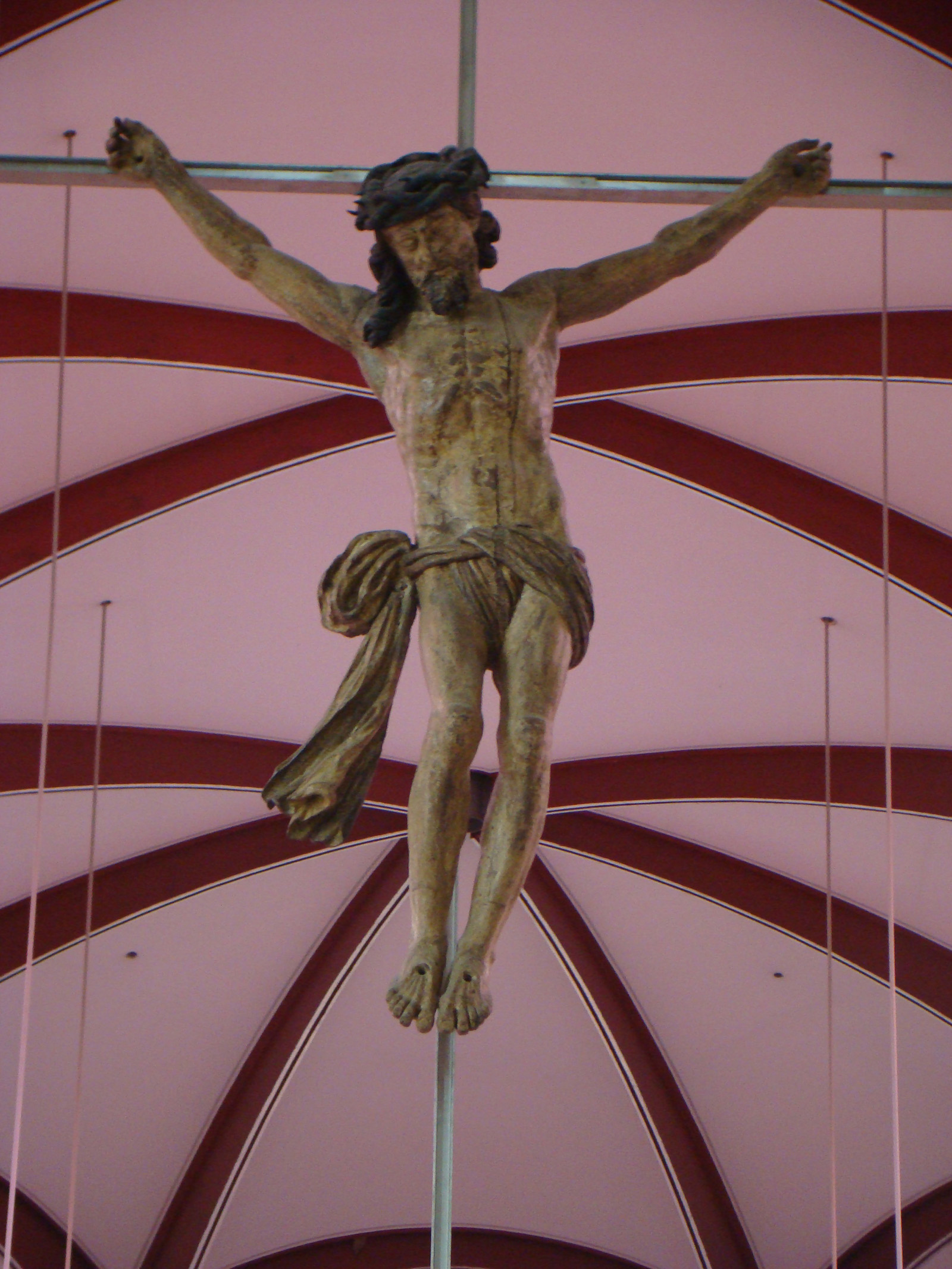
Christusfigur

### Orgel

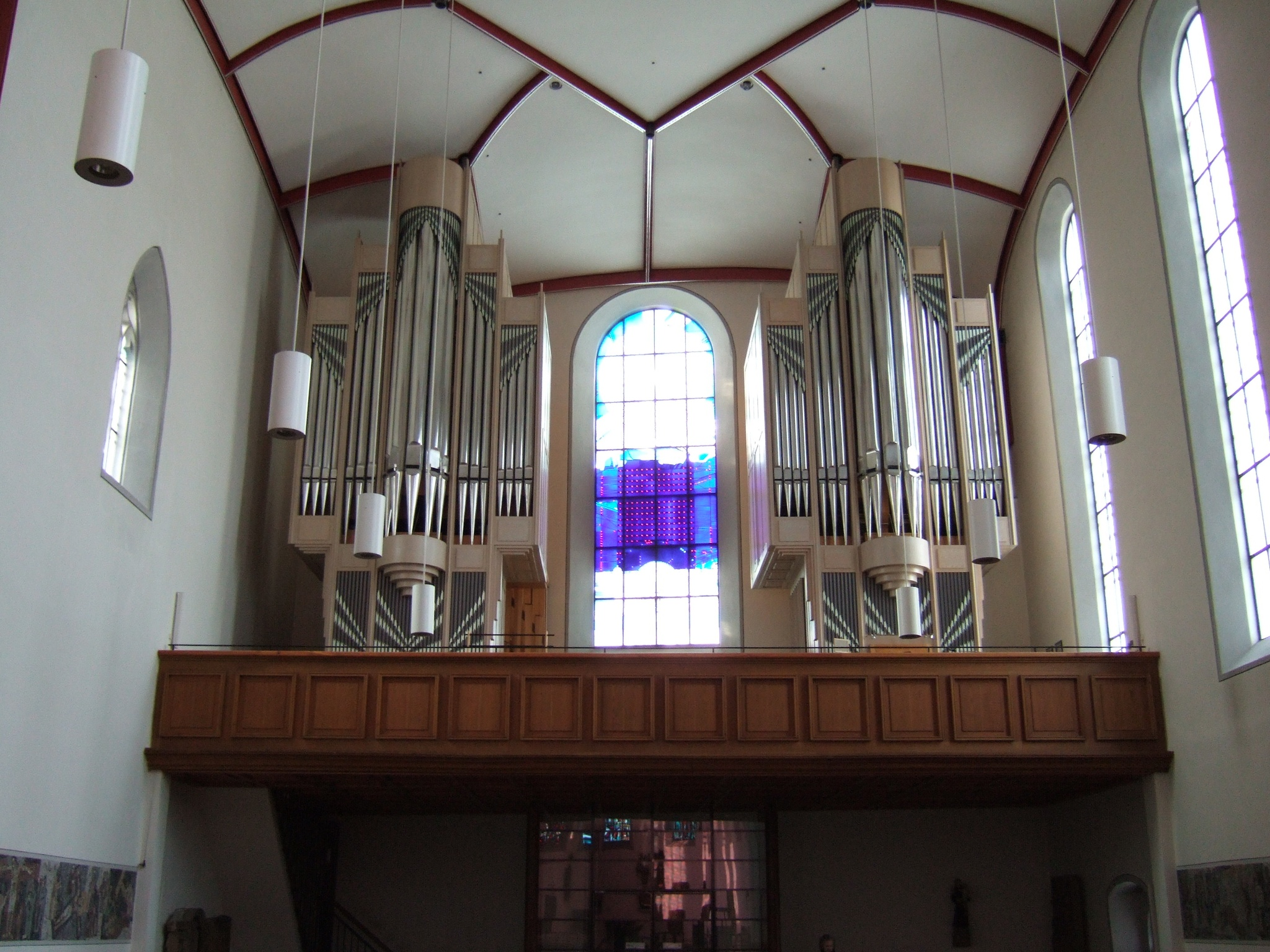
Seifert-Orgel

Die Orgel wurde 1996 (im Zuge der Neugestaltung des Innenraumes) von dem Orgelbauunternehmen Romanus Seifert (Kevelaer) erbaut, als Ersatz für das renovierungsbedürftige Vorgängerinstrument aus dem Jahr 1961. Das heutige Instrument hat 44 klingende Register zuzüglich vier Transmissionen im Pedal. Der Einbau dreier weiterer Register, u. a. des Effektregisters Celesta, ist vorbereitet und soll im Jahre 2020 erfolgen. Die Spieltrakturen sind mechanisch, die Registertrakturen elektrisch.
| I Grand Orgue C–c4 |                  |     |     |
| 01.                | Montre           | 16′ |     |
| 02.                | Montre           | 08′ |     |
| 03.                | Flûte harmonique | 08′ |     |
| 04.                | Bourdon          | 08′ |     |
| 05.                | Violoncelle      | 08′ |     |
| 06.                | Prestant         | 04′ |     |
| 07.                | Flûte            | 04′ |     |
| 08.                | Doublette        | 02′ |     |
| 09.                | Cornet V (ab c1) | 08′ |     |
| 10.                | Fourniture IV    |     |     |
| 11.                | Basson           | 16′ |     |
| 12.                | Trompette        | 08′ |     |
| 13.                | Clairon          | 04′ | (v) |

| II Positif expressif C–c4 |               |        |     |
| 14.                       | Montre        | 8′     |     |
| 15.                       | Bourdon       | 8′     |     |
| 16.                       | Salicional    | 8′     |     |
| 17.                       | Unda maris    | 8′     |     |
| 18.                       | Prestant      | 4′     |     |
| 19.                       | Flûte douce   | 4′     |     |
| 20.                       | Nazard        | 2 ⁄3′  |     |
| 21.                       | Doublette     | 2′     |     |
| 22.                       | Tierce        | 1 3⁄5′ |     |
| 23.                       | Larigot       | 1 ⁄3′  |     |
| 24.                       | Fourniture IV |        |     |
| 25.                       | Trompette     | 8′     | (v) |
| 26.                       | Clarinette    | 8′     |     |
|                           | Tremblant     |        |     |

| III Récit expressif C–c4 (c5) |                      |     |     |
| 27.                           | Bourdon              | 16′ |     |
| 28.                           | Flûte traversière    | 08′ |     |
| 29.                           | Cor de Nuit          | 08′ |     |
| 30.                           | Gambe                | 08′ |     |
| 31.                           | Voix céleste (ab c0) | 08′ |     |
| 32.                           | Flûte octaviante     | 04′ |     |
| 33.                           | Octavin              | 02′ |     |
| 34.                           | Carillon I-III       |     |     |
| 35.                           | Bombarde             | 16′ |     |
| 36.                           | Trompette harmonique | 08′ |     |
| 37.                           | Voix humaine         | 08′ |     |
| 38.                           | Hautbois             | 08′ |     |
| 39.                           | Clairon              | 04′ |     |
|                               | Celesta              |     | (v) |
|                               | Tremblant            |     |     |

| Pedale C–g1 |                            |     |     |
| 40.         | Grand Bourdon              | 32′ |     |
| 41.         | Contrebasse                | 16′ |     |
| 42.         | Soubasse                   | 16′ |     |
| 43.         | Grosse Flûte               | 08′ |     |
| 44.         | Bourdon                    | 08′ |     |
| 45.         | Flûte harmonique (= Nr. 3) | 08′ |     |
| 46.         | Violoncelle (= Nr. 5)      | 08′ |     |
| 47.         | Flûte                      | 04′ |     |
| 48.         | Bombarde                   | 16′ |     |
| 49.         | Basson (= Nr. 11)          | 16′ |     |
| 50.         | Trompette (= Nr. 12)       | 08′ |     |
| 51.         | Clairon (= Nr. 13)         | 04′ | (v) |

- Koppeln:
  - Normalkoppeln: II/I, III/I (elektrisch), I/P, II/P, III/P
  - Superoktavkoppeln (elektrisch): III/III (ausgebaut bis c5), III/P
  - Suboktavkoppeln (elektrisch): III/I, III/III
- Spielhilfen: 768-fache elektronische Setzeranlage, Sequenzer
- Anmerkung

(v) = vakant, für einen späteren Einbau vorbereitet.

### Glocken
In der Vorkriegszeit hatte die Kirche vier mittelalterliche Glocken.
Die beiden kleinsten und zugleich ältesten Glocken gingen im Zweiten Weltkrieg unter. Die zweitkleinste war in ihrer Form lang und sackartig; sie hatte einen Durchmesser von 62 cm und wog etwa 150 kg; sie trug die Inschrift „Berthold me fecit“ (Berthold hat mich angefertigt). Die kleinste Glocke hatte einen Durchmesser von 56 cm und wog 100 kg; im Zweiten Weltkrieg schmolz sie zusammen und wurde von der Glockengießerei Bachert in Heilbronn als kleine Marienglocke der Maria-Immaculata-Kirche gegossen und am 21. September  von Dekan Dietrich der Regina Pacis geweiht.

#### Erhaltene mittelalterliche Glocken
Erhalten sind die beiden großen Glocken des historischen Bestandes. Die große, die sog. Rohr’sche Glocke, wurde 1721 von dem bekannten Glockengießer Johann Georg Rohr aus Heilbronn gegossen, dessen Glocken vor allem im näheren Umkreis Verbreitung fanden. Die Glocke ist reich verziert. Vier kreisrunde Schilde befinden sich im sich oberen Teil der Glocke. Jedes Schild zeigt verschiedene Figuren, wie die Geburt Christi. Acht ovale Schilde befinden sich im unteren Teil der Glocke und zeigen Figuren Maria mit Kind, Christus am Kreuz, Christus mit den Schächern. Im Zweiten Weltkrieg wurde sie eingezogen, kehrte aber am 5. Mai 1948 wieder zurück.
Die zweitgrößte Glocke des historischen Bestandes ist mit reichem Eichenlaub verziert und wurde 1656 von Stefan Bruncler (nach anderer Quelle Gustav von Arnold 1636) gegossen. Bruncler stammte aus Levédourt (Haut Marne) und arbeitete als Wandergießer von 1650 bis 1688 in Nordwürttemberg.
| Name             | Durchmesser (mm) | Masse (kg) | Inschriften |
| ---------------- | ---------------- | ---------- | --- |
| Rohr'sche Glocke | 1000             | 658        | Sub regimine gratiosi G.A.Speth istas aedes occupavi. Factus sum velut aes sonans. Intellige clamorem meam. Psalm 5 V 2; 13 V I. Nocte diece sono compelle et sacra subire. Audior et rarus propat, orat, adit populus. Joh. Georg Rohr goß mich 1721. (Auf Deutsch: „Unter der Regierung des gnädigen G.A.Speth habe ich dieses Haus in Besitz genommen. Zu tönendem Erz bin ich geworden. Vernimm meinen Ruf! Tönend ruf ich bei Tag und Nacht und lade zur Kirche. Aber nur spärlich herbei eilt zum Gebet das Volk“.) |
|                  | 870              | 450        | Benedicamus patrem et filium cum spiritu sancto, laudemus et superexaltemus eum in saecula. 1656 (Auf Deutsch: „Lasset uns preisen den Vater und den Sohn samt dem Hl. Geiste, lasset uns ihn loben und erheben in Ewigkeit, 1656“.) |

#### Neues Geläut
Im Turm des Deutschordensmünsters hängen 5 Glocken der Glockengießerei A. Bachert. 4 Glocken wurden am 25. Juni 1954 gegossen. Die tontiefste Glocke wurde 1985 gegossen.
| Nr. | Name                               | Gussjahr | Durchmesser (mm) | Masse (kg) | Nominal (16tel) | Inschriften |
| --- | ---------------------------------- | -------- | ---------------- | ---------- | --------------- | --- |
| 1   | Jubilate                           | 1986     | 1600             | 2.200      | c1              | „JUBILATE DEO OMNIS TERRA. VOS LABORANTES IN VIIS VRBIS FESTINANTES SISTITE DATEQUE HONOREM CELSO CREATORI LARGITORIQVE PACIS“. Zu deutsch: „Jubelt dem Herrn alle Lande. Ihr alle, die ihr in eurer Mühsal auf den Straßen dieser Stadt dahineilt, haltet inne und ehrt den erhabenen Schöpfer und Spender des Friedens!“ |
| 2   | St. Petrus und Paulus              | 1954     | 1310             | 1.330      | e1              | „Seid lebendige Steine laßt euch aufbauen zu einem geistigen Tempelbau.“ |
| 3   | St. Michael Totenglocke            | 1954     | 1090             | 763        | g1              | „Zum Paradies mögen Engel Dich geleiten.“ |
| 4   | Marien Angelusglocke               | 1954     | 970              | 521        | a1              | „Komm zur Hilfe Deinem Volke, das, zwar gesunken, auferstehen will.“ |
| 5   | St. Johannes der Täufer Taufglocke | 1954     |                  | 287        | c2              | „Du sollst vorangehen“. |